# Tailândia
Tailândia, oficialmente Reino da Tailândia (em tailandês: ราชอาณาจักรไทย; romaniz.: Ratcha Anachak Thaiⓘ, pronunciado: [râːtɕʰa-ʔaːnaːtɕɑ̀k-tʰɑj]), anteriormente conhecida como Sião (em tailandês: สยาม) é um estado soberano no centro da península da Indochina, no Sudeste asiático. É limitado a norte por Myanmar e Laos, a leste por Laos e Camboja, a sul pelo Golfo da Tailândia e pela Malásia, e a oeste pelo Mar de Andamão e pela extremidade sul de Mianmar. Suas fronteiras marítimas incluem o Vietnã, no Golfo da Tailândia, para o sudeste; e a Indonésia e a Índia no mar de Andamão, a sudoeste. 
Os historiadores muitas vezes consideram o Reino de Sucotai como o início da história tailandesa, que se insere na influência do Reino de Aiutaia, o primeiro a ter contato com o Ocidente, através de uma missão diplomática portuguesa. Aiutaia teve uma longevidade de 417 anos, chegando ao fim com a guerra birmano-siamesa em 1767. Taksin libertou o país, estabelecendo a cidade de Thonburi como capital e adotando uma política de enfrentamento à ameaça de outras nações, o que fez do reino o único no Sudeste asiático a nunca ter sofrido por uma colonização europeia. A dinastia Chacri foi fundada por Rama I, o Grande e Banguecoque foi elevada à capital em 1782. Em meio à revolução, o país passou de monarquia absoluta a monarquia constitucional em 1932 e, em 23 de junho de 1939, deixou de chamar-se Sião e adotou seu nome atual, Tailândia. Atualmente, o país é regido por uma junta militar, que tomou o poder em maio de 2014, através de um golpe de Estado. É liderada pelo rei Maha Vajiralongkorn, que ascendeu ao trono em 2016.
Com uma área de 513 120 km², é o 50.º maior país do mundo em área territorial, sendo ainda o 20.º mais populoso do planeta, com população de 67,7 milhões de habitantes. A capital e maior cidade do país é Banguecoque (Banguecoque, em português europeu), que é o centro político, comercial, industrial e cultural da Tailândia. Entre 75% e 95% da população é etnicamente tailandesa, que inclui quatro grandes grupos regionais: Central, Isan (também chamados Khon ou Lao), tailandeses do norte e do sul. Os sino-tailandeses e aqueles com ascendência chinesa significativa são 14% da população, enquanto Tais com ancestralidade chinesa parcial compreendem até 40% da população. Tais-malaios representam 3% da população, com o restante consistindo em minorias étnicas como o mons, quemeres e outras diversas tribos. O idioma oficial do país é o tailandês e a religião principal é o budismo, considerada oficial no país pela constituição e praticada por cerca de 95% da população.
A Tailândia sofreu um rápido crescimento econômico entre meados da década de 1980 e fim da década de 1990, tornando-se um país recentemente industrializado e um grande exportador. A indústria, agricultura e o turismo são os setores que mais contribuem para a economia. Entre os dez países membros da Associação de Nações do Sudeste Asiático (ASEAN), a Tailândia ocupa o segundo lugar em qualidade de vida e o Índice de Desenvolvimento Humano (IDH) do país é classificado como elevado. Sua grande população e crescente influência econômica fizeram-lhe um poder médio na região e ao redor do mundo.
A Tailândia foi classificada em 2020 como "parcialmente livre" pela Freedom House. Em 2019, a Human Rights Watch, e a Anistia Internacional enumeraram diversos atropelos dos direitos humanos.

## Etimologia
O país sempre foi chamado Mueang Thai pelos seus cidadãos. Entretanto, outros o chamavam Siam (em tailandês: สยาม; romaniz.: Siam), sendo soletrado Siem, Syam ou Syama, com origem no sânscrito: श्याम; romaniz.: Syama; lit. "escuro" ou "marrom". Os nomes Shan e A-hom parecem ser variantes de uma mesma palavra, e Syama é, possivelmente, não a sua origem, mas uma distorção aprendida e artificial.
A palavra Thai (ไทย) não é, como comumente se acredita, de origem do próprio idioma tailandês. Significa "independência" no idioma tailandês, mas refere-se primariamente ao nome de um grupo étnico das planícies centrais (aos povos tais). Um famoso estudioso tailandês alegou que Thai significa simplesmente "povo" ou "ser humano", já que sua investigação mostra que em algumas áreas rurais a palavra "Thai" foi usada em vez da palavra tailandesa usual "khon" (คน), designada para identificar pessoas. Os tais usam a frase "terra da liberdade" para expressar orgulho no fato de que a Tailândia é o único país no sudeste da Ásia que nunca sofreu colonização por uma potência europeia.
Enquanto o povo tailandês, muitas vezes, se refere ao seu país utilizando a forma polida Prathet Thai (em tailandês: ประเทศไทย), mais comumente usam a palavra mais coloquial Mueang Thai (เมือง ไทย) ou simplesmente Thai. A palavra Mueang significa nação, mas é comumente usada especialmente para referir-se a uma cidade ou vila. Ratcha Anachak Thai (ราช อาณาจักร ไทย) significa "Reino da Tailândia". Etimologicamente, seus componentes são o Ratcha (do sânscrito Raja, que significa "rei, real, reino"); Ana (de Pāli Ana, "a autoridade, de comando, de poder", própria do sânscrito Ajna, mesmo significado) e Chak (do sânscrito cakra ou cakraṃ, significando "roda", um símbolo de poder e governo). O Hino Nacional do país refere-se à nação tailandesa como: Prathet Thai. A primeira linha do hino nacional é: Prathet thai ruam lueat nuea chat chuea thai (ประเทศไทยรวมเลือดเนื้อชาติเชื้อไท), que pode ser traduzido como "A Tailândia é a unidade de corpo e sangue dos Tais".

## História

### Pré-história

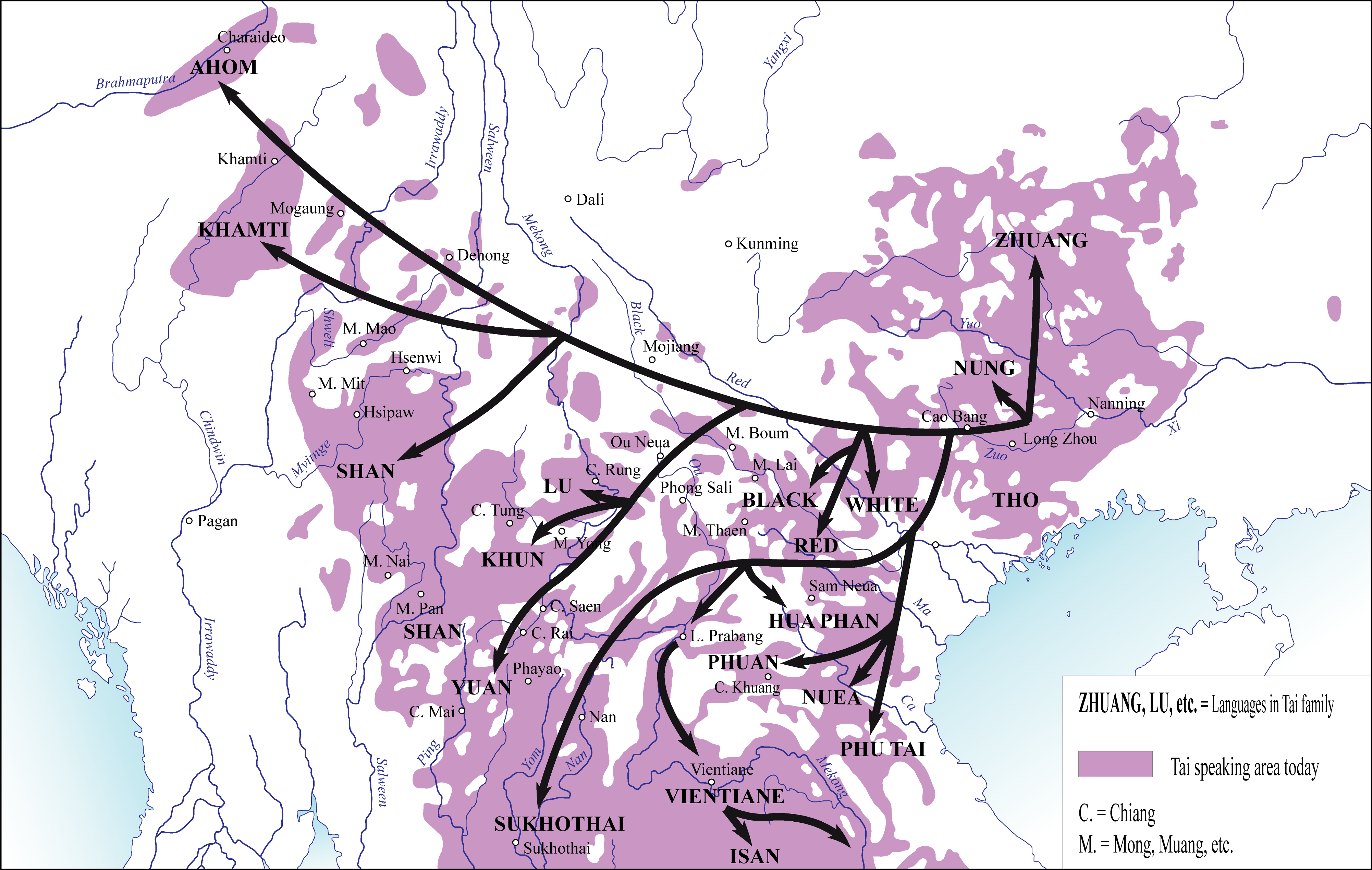
Mapa mostrando a distribuição geográfica da família linguística kradai

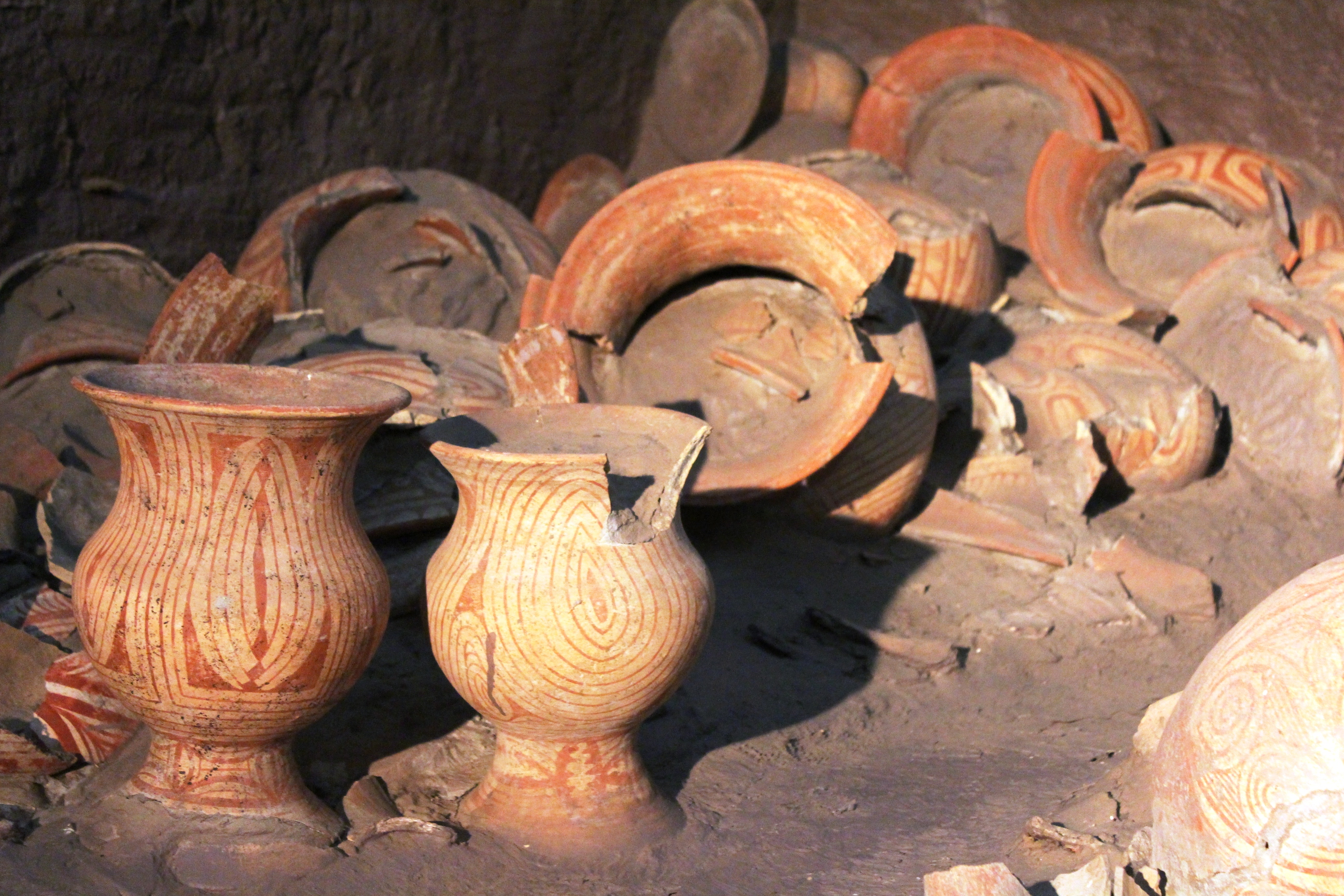
Escavações em Ban Chiang

A região da atual Tailândia possui evidências de habitação humana datadas em cerca de 40 000 anos atrás, com artefatos de pedra que, estima-se, pertencem ao mesmo período da ocupação do abrigo rochoso de Tham Lod, em Mae Hong Son. O arroz já era cultivado em Ban Chiang e Ban Prasat, no nordeste do território, há cerca de 4 000 a.C., sendo que em Ban Chiang a cultura da metalurgia e do bronze se iniciou por volta de 3 000 a.C., muito antes do Oriente Médio, onde tal acontecimento ocorreu por volta de 2 800 a.C. Há evidências e discussões que sugerem que as obras de bronze fabricadas em Ban Chiang eram mais fortes do que os fabricados na Mesopotâmia ou na China, uma vez que Ban Chiang tinha acesso aos abundantes recursos de estanho da Península Tai-Malaia. Os primeiros habitantes do atual território da Tailândia ocupavam, preferencialmente, os vales de rios, especialmente as margens do Chao Phraya, conforme pode ser visto num mapa linguístico do sul da China, região nordeste da Índia e do sudeste da Ásia.
O rio Mecom contribuiu bastante no processo de povoação da região. O vale do rio funcionava como uma zona intermediária, com um número significativo de povos austronésios vivendo na localidade, além de outros povos oriundos do que hoje é a China e o norte do Vietnã. Esses povos passaram a migrar para o sul e o oeste, em pequenos grupos e em períodos diferentes, com essa migração se intensificando entre os séculos VIII e XX. Os rios Nan, Wang, Ping, Yom e Kok, afluentes do Mecom, também receberam notável povoação às suas margens. Essas populações certamente estabeleceram políticas sociais tradicionais, organizando-se em cidades-estados, identificadas mais tarde como mueangs, sob a liderança de chefes e soberanos. É possível que alguns destes mueangs tenham estabelecido alianças com outros grupos vizinhos.
Durante o processo de deslocamento das populações que viriam habitar a região da Tailândia, muitos encontraram povos como os tibeto-birmaneses e os mon-quemeres, especialmente na área do atual Mianmar e Laos. De alguma forma, eles foram capazes de manter o deslocamento ou cooptá-los sem o uso da força. Não existe um consenso sobre a forma como isso ocorreu, sendo que a explicação mais provável é de que já havia outros povos Tais na área.

### Primeiros reinos

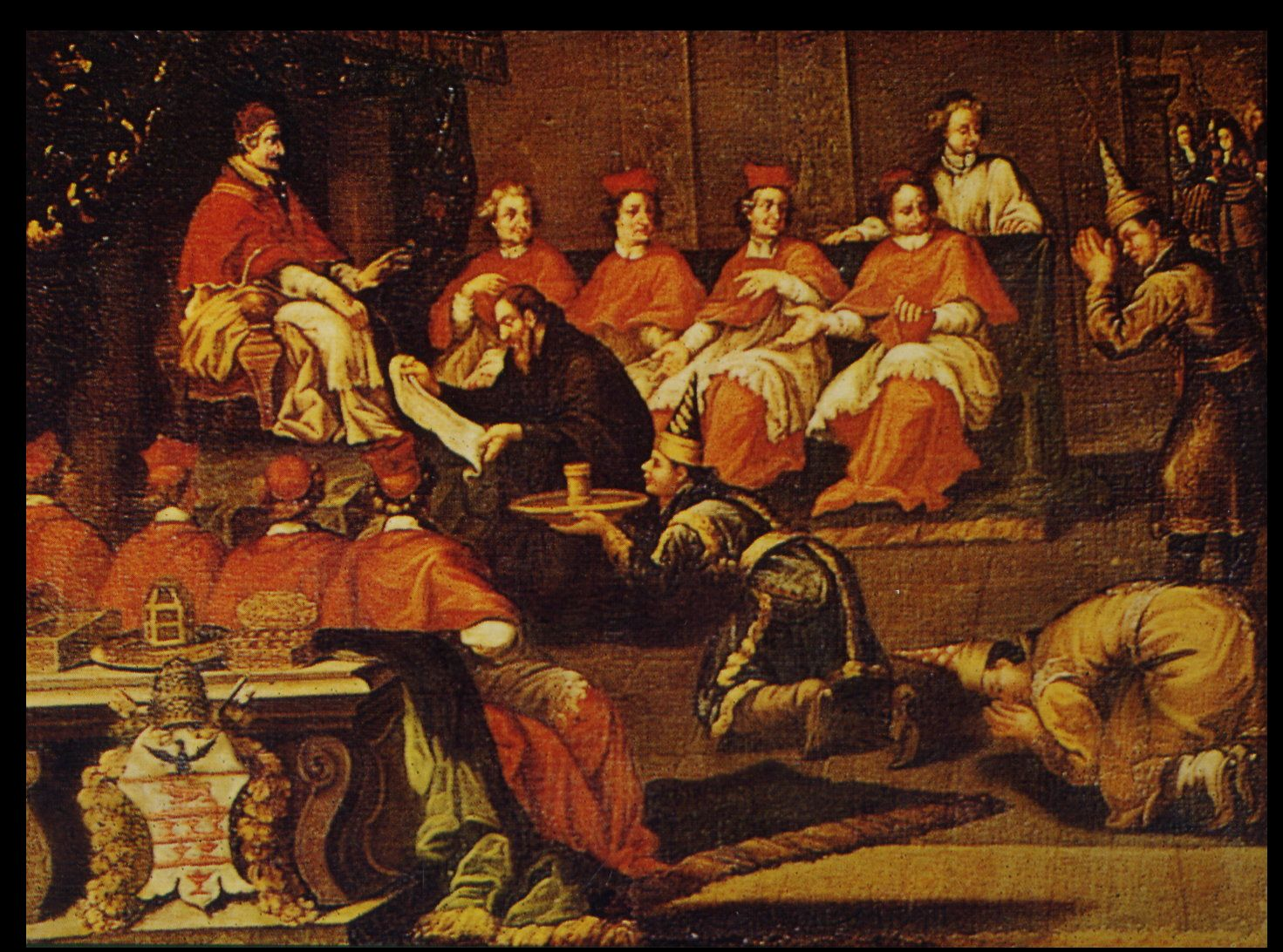
Enviados siameses apresentam carta ao, 1688

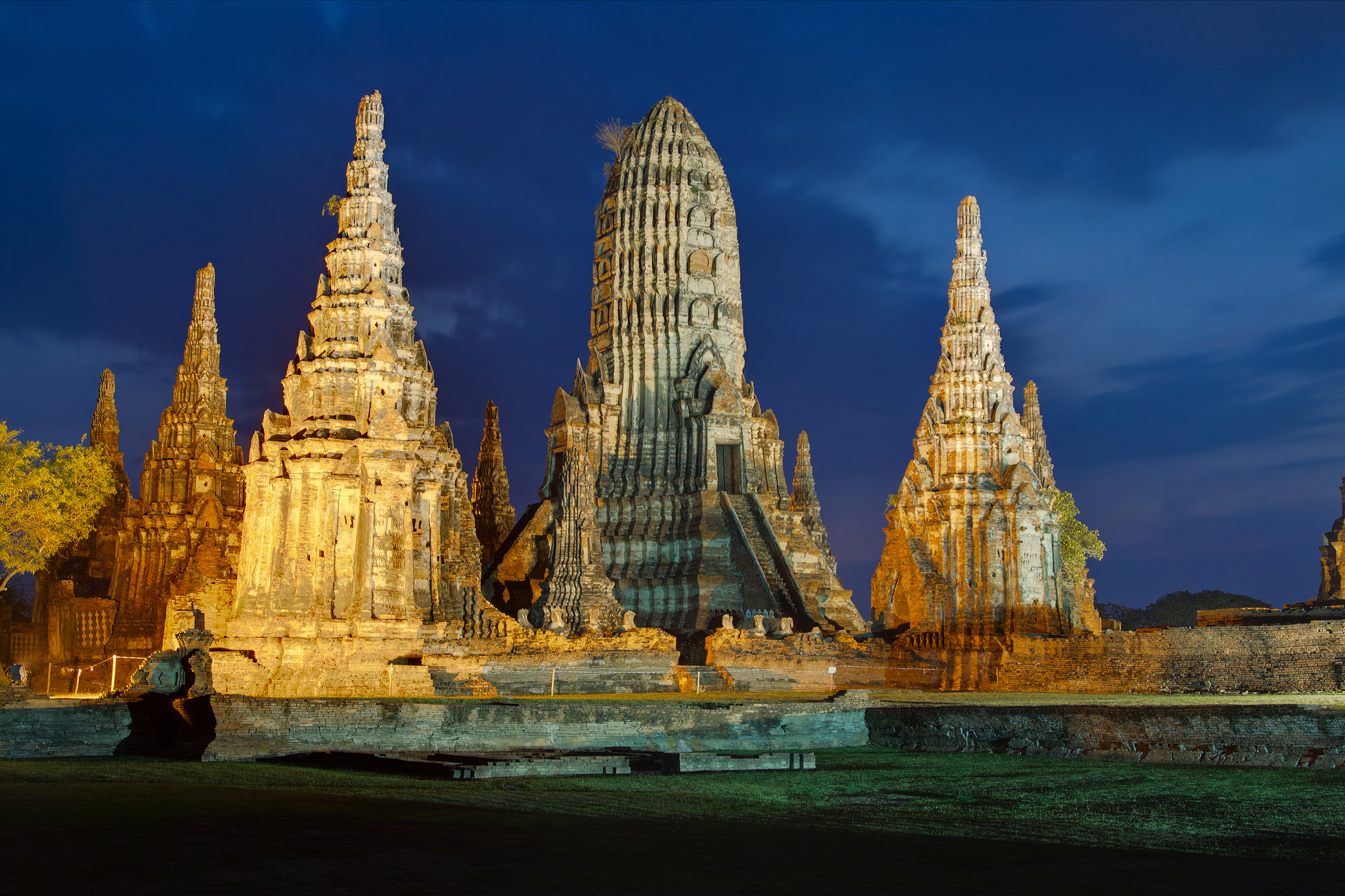
Ruínas de Wat Chaiwatthanaram, na cidade de Aiutaia, destruída durante a Guerra birmano-siamesa (1765–1767)

Por volta do século VI, algumas comunidades agrícolas que mantinham alianças entre si prosperaram até a área onde hoje estão as províncias de Pattani e Yala, estendendo-se também para o norte e o nordeste, em áreas como Lamphun e Muang Fa Daet, nos limites de Khon Kaen. Assim como outras regiões do Sudeste Asiático, a Tailândia foi fortemente influenciada pela cultura e religiões da Índia, iniciando com o Reino de Funan, em torno do século I, até o surgimento do Império Quemer, por volta do ano 802.
A influência indiana na cultura siamesa foi, em parte, o resultado do contato direto com os indianos, provocado indiretamente pelo reino indianizado de Dvaravati, que se estendeu até o Camboja, além do Serivijaia, que dominava grande parte do Arquipélago Malaio. O historiador E.A Voretzsch acredita que o budismo começou a adentrar em Sião no tempo do imperador indiano Asoca, do Império Máuria, no primeiro milênio Missionários indianos foram enviados para uma terra chamada Suvannabhumi, provavelmente uma área extremamente fértil, que se estende do sul de Mianmar, toda região central da Tailândia e chega ao leste do Camboja. Assim, a Tailândia passou a sofrer influência do sul da Índia, que vivia sob o Império Palava, e também do norte indiano, sob o domínio do Império Gupta.
Pouco antes do Império Quemer (ou ainda durante o império) vários Estados prosperaram na região, como os reinos Tai, Mom, Quemer e Malaio. A existência destes reinos é comprovada através dos inúmeros sítios arqueológicos e artefatos que estão espalhados por toda a paisagem do antigo Sião. Antes do século XII, porém, o primeiro Estado tailandês ou siamês é tradicionalmente considerado como sendo o reino budista de Sucotai, fundado em 1238.
Após o declínio e queda do Império Quemer, entre os séculos XIII e XV, os reinos budistas de Sucotai, Lanna e Lan Xang (atual Laos) estavam em ascensão. No entanto, um século depois, o poder de Sucotai foi ofuscado pelo novo reino de Aiutaia, estabelecido em meados do século XIV, na área inferior do rio Chao Phraya, chamado de Menam à época.
A expansão de Aiutaia, centrada ao longo do rio Menã, dava-se cada vez mais ao leste e sul, enquanto no vale do norte do Reino Lanna, outras pequenas cidades-estados governavam a área. Em 1431, os quemeres abandonaram Angkor depois que as forças de Aiutaia invadiram a cidade. O reino manteve uma tradição de comércio com os Estados vizinhos, principalmente com a China, à Índia, Pérsia e reinos árabes. Aiutaia tornou-se um dos centros comerciais mais desenvolvidos da Ásia. O contato e o comércio europeu começaram no início do século XVI, com o enviado do português Afonso de Albuquerque em 1511, Portugal tornou-se um aliado e cedeu alguns soldados ao rei Rama Thibodi II. Pelo apoio dos portugueses, o rei ofereceu terras para colonos e comerciantes. Os portugueses foram seguidos, mais tarde, pelos franceses, holandeses e ingleses.
Em meados do século XVII, Aiutaia e o reino independente de Lanna passaram a ser controlados pela Birmânia. Os siameses recuperaram o domínio do reino por completo nos anos seguintes. No entanto, em 1765, os birmaneses fizeram nova tentativa de invadir Aiutaia, e dois anos depois, em 1767, o reino caiu e foi derrotado pela Birmânia. Os invasores destruíram boa parte do que era sagrado para os siameses, principalmente templos, manuscritos e esculturas religiosas. Mas os birmaneses não conseguiram sustentar o domínio sob o território, o que possibilitou que Taksin, o Grande, restabelecesse a ordem no reino e transferisse a capital siamesa para Thonburi, em 1769. Taksin passou a governar Sião de forma rígida, e os ministros que não aprovavam seus feitos eram depostos ou executados.

### Fundação da dinastia Chacri

Concessões territoriais siamesas ao Reino Unido e França por ano

Taksin é assassinado em 1782. Rama I, O Grande, um dos principais generais de Taksin, foi coroado rei no mesmo ano, com o nome de Phra Yot Fa, iniciando assim a dinastia Chacri, que governa o país até os dias atuais. Seu primeiro feito foi transferir novamente a capital do Reino de Sião, de Thonburi para Banguecoque, que estava estabelecida do outro lado do rio Chao Phraya, à frente de Thonburi.
A transferência e instalação de Banguecoque como nova capital deu-se ainda em 1782, ano em que Rama I, o Grande chegou ao poder. À época, cerca de um quarto a um terço da população de algumas áreas de Sião e da Birmânia viviam em sistema de escravidão.
O Sião tem tradição imemorial de comércio com os países e culturas vizinhas do oceano Índico e do mar da China Meridional. O comércio e a influência europeus chegaram à região da atual Tailândia no século XVI, com os Portugueses. Apesar da pressão europeia, a Tailândia é o único país do sudeste asiático que nunca foi colonizado por europeus. As duas principais razões para tal são o facto de a Tailândia ter tido uma longa sucessão de governadores bastante hábeis durante o século XIX e estes terem sabido explorar as rivalidades e tensões entre França e o Reino Unido.
Como resultado, o país manteve-se como estado-tampão entre as partes do sudeste asiático colonizadas pelas duas potências. Apesar disto, a influência ocidental levou a muitas mudanças e grandes concessões durante o século XIX, mais notavelmente na grande perda territorial a leste da região do Mecão para os franceses, e na absorção gradual pelos ingleses de Shan (Thai Yai, atual Myanmar) e pela Malásia peninsular.

### Revolução Siamesa, Segunda Guerra Mundial e a Guerra Fria
O calendário oficial na Tailândia é baseado na versão ocidental da Era Budista, que está 543 anos à frente do calendário gregoriano ocidental. Por exemplo, o ano 2025 é o ano 2568 na Tailândia.

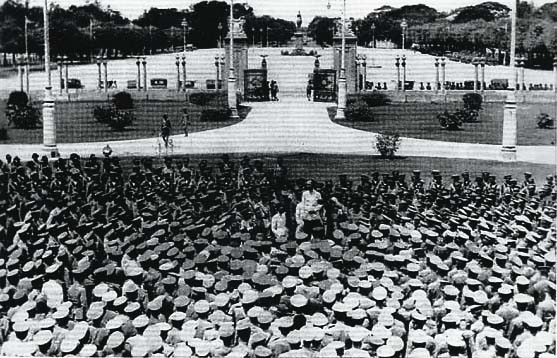
Phraya Manopakorn Nititada dirigindo-se à multidão no Salão do Trono Ananda Samakhom após a Revolução Siamesa de 1932

Em 1932, uma revolução pacífica resultou em uma nova monarquia constitucional. Durante a Segunda Guerra Mundial, a Tailândia aliou-se ao Japão, mantendo-se, ainda, em posição paradoxal de resistência antijaponesa, no movimento conhecido como Seri Thai. Após a guerra, a Tailândia emergiu como aliado dos Estados Unidos. Como as demais nações em desenvolvimento no período da Guerra Fria, a Tailândia passou por décadas de transgressão política caracterizadas por golpes de estado e regimes militares seguidos, progredindo, ao final, rumo a uma estabilidade democrática na década de 1980.
Durante a Segunda Guerra Mundial, a Tailândia adotou inicialmente uma posição de neutralidade, até que o Império do Japão exigiu o direito de mover tropas em todo o país até a fronteira com a Malásia. O Japão invadiu a Tailândia em 8 de dezembro de 1941, em coordenação com os ataques em toda a Ásia, e contactou o Exército tailandês seis a oito horas antes de Plaek Pibulsonggram ordenar um armistício. Pouco tempo depois, foi concedida ao Japão a livre passagem pelo território do reino e, em 21 de dezembro de 1941, a Tailândia e o Japão assinaram uma aliança militar com um protocolo secreto, no qual Tóquio concordava em ajudar a Tailândia a recuperar territórios perdidos para os britânicos e franceses. Posteriormente, os tailandeses declararam guerra aos Estados Unidos e ao Reino Unido, em 25 de janeiro de 1942, e comprometeram-se em apoiar o Japão em sua guerra contra os Aliados, ao mesmo tempo em que mantinha um movimento de resistência antijaponesa ativo, conhecido como Seri Thai. Cerca de 200 000 trabalhadores asiáticos (principalmente romusha) e 60 000 prisioneiros de guerra trabalharam na Estrada de Ferro Thai-Burma. Entretanto, após a guerra, a Tailândia emergiu como um aliado forte dos Estados Unidos na região, apoiando-o em diversos momentos da Guerra Fria.
Em 1972, centenas de camponeses, talvez mais de 3 000, suspeitos de apoiar a rebelião comunista, foram massacrados pelas forças armadas na província de Phattalung, no sul da Tailândia. Até então, os suspeitos comunistas detidos pelo exército eram geralmente fuzilados e os seus corpos deixados para trás. Desta vez, o método do "barril vermelho" foi introduzido para eliminar qualquer prova possível. Os suspeitos foram espancados até à semiconsciência, antes de serem atirados para barris contendo gasolina e queimados vivos.
Em 1973, manifestações lideradas principalmente por estudantes e apoiadas por centenas de milhares de cidadãos em Banguecoque levaram à partida do ditador militar Thanom Kittikhachon, à custa de pelo menos 70 manifestantes mortos (possivelmente perto de 300 mortos), e a Tailândia abriu-se a um dos poucos períodos democráticos da sua história. Terminou três anos depois: a 6 de outubro de 1976, activistas de extrema-direita em Banguecoque, apoiados pela polícia e pelo exército, abriram fogo sobre uma manifestação de estudantes de esquerda. Os manifestantes que tentaram atravessar a nado o rio Chao Phraya foram fuzilados. Aqueles que se renderam foram espancados, uns até à morte, e outros queimados vivos. Várias raparigas jovens são violadas e depois mortas. As autoridades comunicam 46 mortos, mas o verdadeiro número de mortos pode ser de cerca de 100. No mesmo dia, o exército levou a cabo um putsch, com o consentimento do rei.
Em 1997, a Tailândia foi atingida pela crise financeira asiática, e o baht tailandês (moeda nacional) atingiu rapidamente um pico de 56 bahtes por dólar, comparado à cotação de 25 bahtes por dólar anterior a 1997. Desde então, o bath recuperou grande parte da sua força e em maio de 2007 ficou em 32 bahtes por dólar americano.
Os golpes palacianos e os golpes militares marcaram a evolução política da Tailândia no século passado e neste, totalizando 12 levantes militares desde 1932, tendo a monarquia apoiado alguns deles.

### Era contemporânea
Depois da revolução de 1932, considerou-se que, na prática, a ditadura militar era vigente, perdurando por várias décadas. A primeira eleição para primeiro-ministro ocorreu somente após a revolta popular de 1973 e, durante esse período, o país enfrentou instabilidade política. As competências militares intervieram por mais de dez vezes, por meio de golpes de Estado, com a democracia tailandesa se estabilizando após o massacre na Universidade Thammasat e o período do Maio Negro.
Durante a crise financeira asiática de 1997, a Tailândia tomou vários empréstimos do Fundo Monetário Internacional (FMI), por meio da gestão do então primeiro-ministro Thaksin Shinawatra. Shinawatra, que foi primeiro-ministro por dois mandatos consecutivos, adotou políticas econômicas visando atingir vários resultados na economia do país. Entretanto, depois do sismo e tsunami do Oceano Índico de 2004, que atingiu boa parte do território tailandês, iniciou-se um conflito separatista no sul do país envolvendo especialmente três províncias: Pattani, Narathiwat e Yala. A crise política acentuou-se ainda mais com o golpe militar que derrubou o governo de Thaksin nas eleições gerais em 2007, que tinha Samak Sundaravej e Abhisit Vejjajiva como principais candidatos.

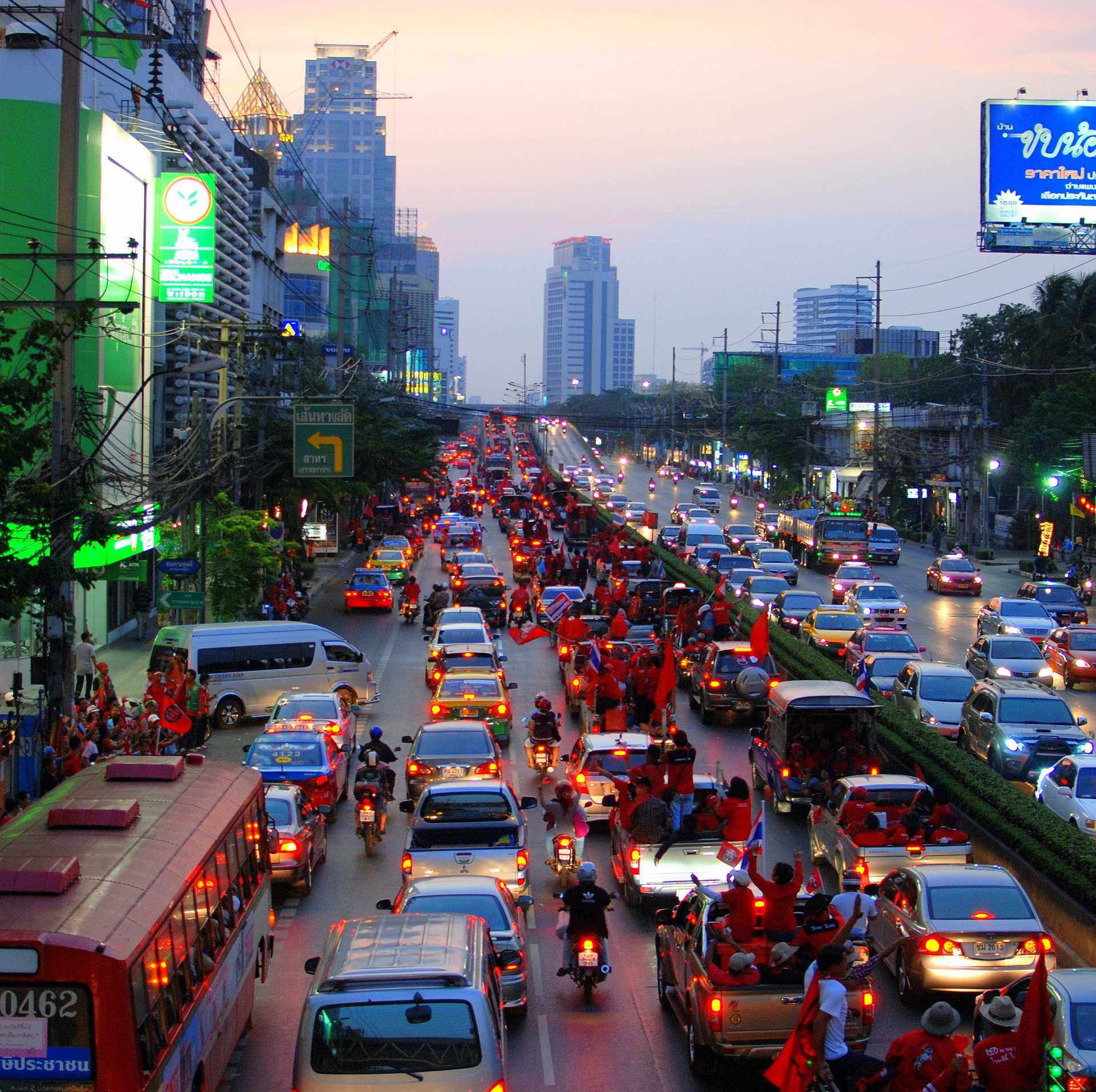
Protesto da Frente Unida para a Democracia contra a Ditadura em Banguecoque em 2010

Esta crise política envolveu boa parte da sociedade tailandesa. A Aliança Popular para a Democracia (PAD, em inglês) tornou-se o principal grupo de manifestação contra Thaksin Shinawatra, enquanto a Frente Unida para a Democracia contra a Ditadura (cujos adeptos são comumente chamados de camisas vermelhas) se opôs ao golpe militar de 2006, com boa parte de seus membros apoiando Thaksin. A Frente Unida para a Democracia contra a Ditadura — composta principalmente por pessoas do Norte e Nordeste da Tailândia, de classes urbanas mais baixas de Banguecoque e de alguns intelectuais — acusa a elite extra democrática do país, tais como os militares, judiciário, certos membros do conselho privado do rei e outros funcionários não eleitos, de ações antidemocráticas e de interferência na política em prol de interesses não coletivos. Por outro lado, a Aliança Popular para a Democracia colocou-se contra o governo de Thaksin Shinawatra e é descrita como ultranacionalista, opondo-se à democracia representativa e defendendo a manutenção da monarquia constitucional. Seus membros são, em sua maioria, membros da classe média tailandesa, da classe trabalhadora de Banguecoque e sulistas antiThaksin, apoiados por algumas facções do Exército tailandês, alguns líderes do Partido Democrata e membros dos sindicatos estado-empresa.
Após o golpe, o país continuou a registrar protestos e instabilidade política, tais como a crise de 2008-2009 e as manifestações contra o governo de Abhisit Vejjajiva, ocorridas principalmente em Banguecoque e Pataia. Os protestos de 2010, provocados pela Frente Unida para a Democracia contra a Ditadura, levou Vejjajiva a dissolver o parlamento e convocar novas eleições em 2011, antecipando a que deveria ocorrer em 2012. Yingluck Shinawatra foi eleita, tornando-se a primeira mulher do país a ocupar o cargo de primeira-ministra.
Em 4 de novembro de 2013, por consequência de atos de corrupção, o povo tailandês protesta contra o governo parlamentar. A Corte Constitucional da Tailândia então suspende a primeira-ministra e elege Niwatthamrong Boonsongpaisan como primeiro-ministro interino em 7 de maio de 2014. Em 22 de maio de 2014, o general Prayut Chan-o-cha, comandante-chefe do exército real tailandês e líder do Conselho Nacional para a Paz e a Ordem derruba o governo e suspende a constituição de 2007, através de um golpe de estado em conjunto com uma junta militar. Como resultado, foi criada uma constituição interina em 22 de julho. No dia 24 de agosto de 2014, o mesmo foi intitulado primeiro-ministro, com aprovação do rei Bhumibol Adulyadej.
Em 7 de agosto de 2016, foi aprovado um referendo para criação de uma nova constituição e uma nova eleição para 2018, com resultado de 61,4% contra 59,4%. Em 29 de março de 2017, a nova constituição é criada, sendo aprovada em 9 de abril do mesmo ano. O rei Bhumibol Adulyadej morreu em 13 de outubro de 2016 após setenta anos de reinado, sendo sucedido por seu filho Maha Vajiralongkorn.

## Geografia

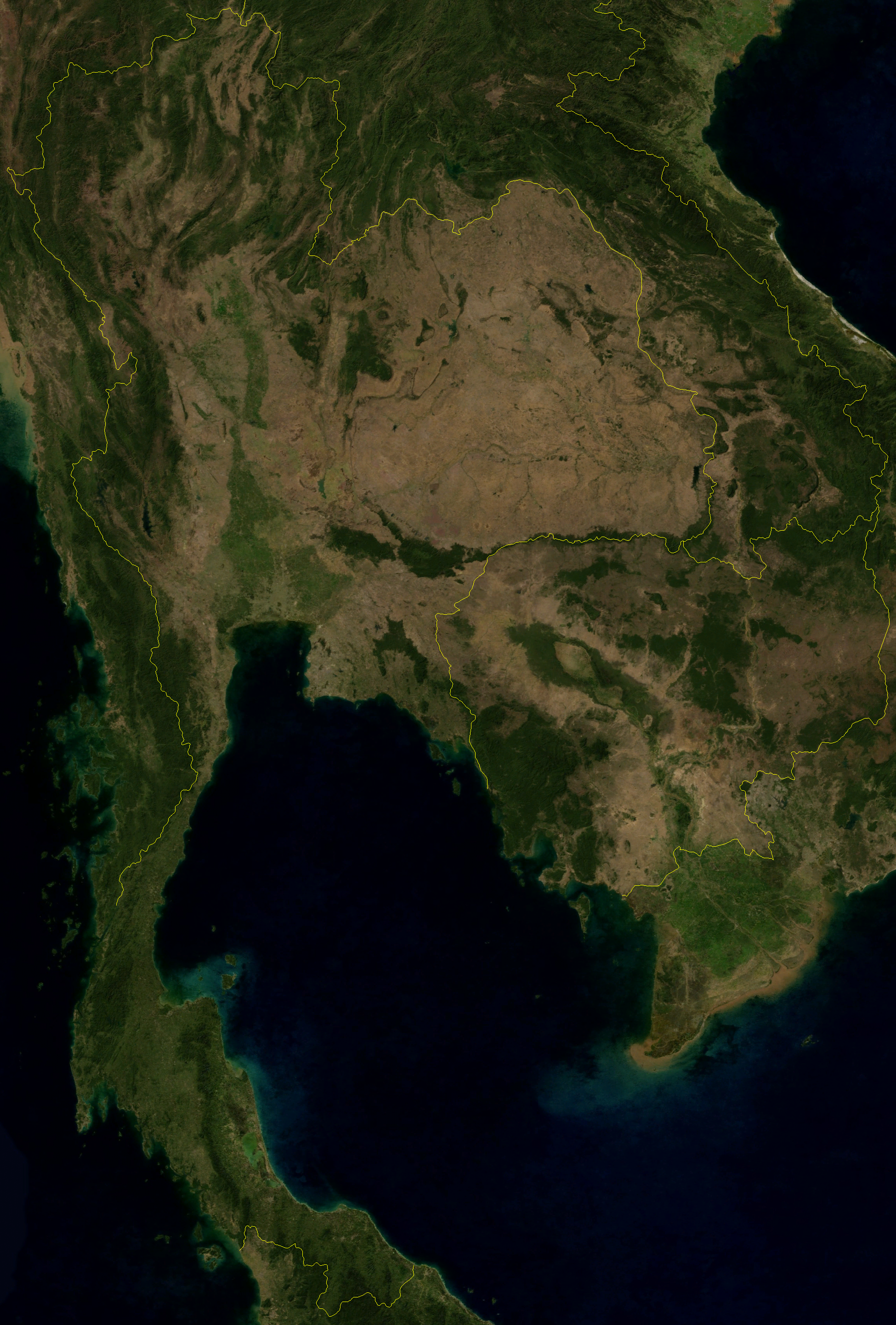
Imagem de satélite da Tailândia (2009)

A Tailândia está situada na Península da Indochina, no Sudeste Asiático, estando também sobre a península malaia. Sua localização dar-se-á entre as latitudes 5° a 21° norte e longitude 97° a 106° leste. Sua área, de 513.115 km², faz deste o 51º maior do mundo, pouco menor que a Ucrânia e superior à área da Espanha, sendo que destes, 510 890 quilômetros se compõem por terra e apenas 2 230 quilômetros é composto por água. Em comparações regionais, é o terceiro maior país do Sudeste Asiático, superada apenas pela Indonésia e Mianmar. Seus limites territoriais são com o Laos e Mianmar a norte; Laos e Camboja a leste; a Malásia e o golfo da Tailândia ao sul; e a oeste com o Mar de Andamão e a extremidade sul de Mianmar. Limita-se ainda com o Vietnã, Indonésia e Índia por vias marítimas. Sua maiores fronteiras terrestres são com Mianmar (2 416 quilômetros) e Laos (1 845 quilômetros) e a menor é com a Malásia (595 quilômetros).
O reino possui 3.219 quilômetros de faixa litorânea, a 36ª maior entre os países.
Compreende várias regiões geográficas distintas, em parte correspondente aos grupos provinciais. O norte do país é formado por áreas montanhosas, das quais destacam-se a Highlands tailandeses e a Thanon Thong Chai Gama, esta última abrigando o ponto mais elevado do país, Doi Inthanon, com 2 565 metros acima do nível do mar. A região nordeste, conhecida como Isan, consiste no Planalto de Khorat, delimitado a leste pelo rio Mecom que, devido às suas variações em seu fluxo e por ser bastante encachoeirado, não é navegável. O centro do país é dominado pela região plana do vale do Rio Chao Phraya, que corre para o Golfo da Tailândia.
O Governo tailandês assinou e mantém vários acordos e tratados internacionais de cunho ambiental, entre eles o da Biodiversidade e mudanças climáticas, o Protocolo de Kyoto, a Convenção de Viena para a Proteção da Camada de Ozônio, a Convenção de Estocolmo, o de madeira tropical de 1994, dentre outros. Pelo Tempo Universal Coordenado seu território é abrangido pelo fuso horário UTC+7.

### Relevo e vegetação

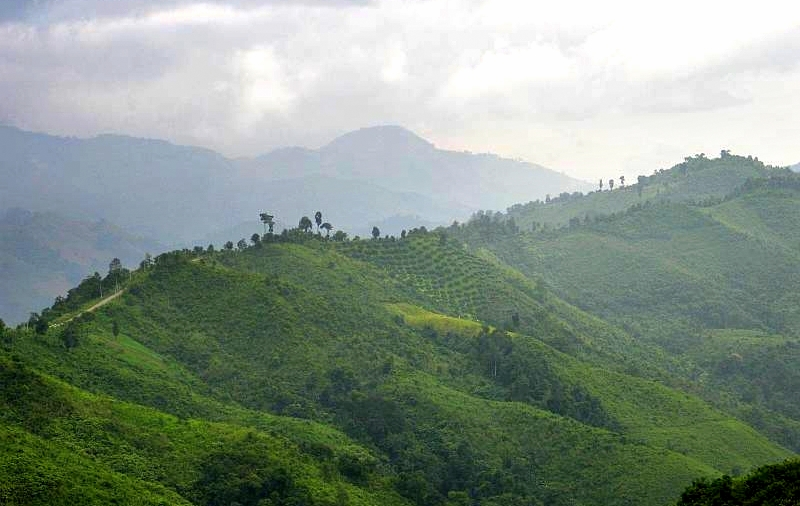
Vista da Cordilheira Luang Prabang, na fronteira com o Laos, na província de Nan

Na região sul do país o relevo é mais baixo, sem muitas elevações. O estreito istmo de Kra, que se alarga na península malaia, é o maior movimento geográfico presente nesta região. Politicamente, há seis regiões geográficas que diferem dos outros na população, recursos básicos, recursos naturais e nível de desenvolvimento social e econômico. A diversidade de regiões é o atributo mais pronunciado do ambiente físico da Tailândia.
A vegetação é caracterizada praticamente por florestas tropicais. Cerca de 29% da área do país é formada por florestas. Ao longo de sua península meridional, a vegetação se desvanece em manguezais. Numerosas ilhas são encontradas fora do litoral, com Ko Phuket sendo a mais conhecida, possuindo 50 quilômetros de comprimento e 21 quilômetros de largura. Ko Phuket é ligada ao continente pela ponte Sara Sini. A segunda maior ilha é Ko Chang.
Há uma discussão em torno da construção de um canal que ligaria o Mar de Andamão ao Golfo da Tailândia, análoga aos canais de Suez e do Panamá. A ideia foi recebida positivamente pelos políticos tailandeses, que cortaria as taxas cobradas pelos portos de Singapura, melhorando os laços com a China e a Índia, os custos mais baixos com transporte e eliminando os ataques de piratas no Estreito de Malaca. O canal, alega-se, iria melhorar as condições econômicas no sul da Tailândia, que depende fortemente da renda do turismo, e também iria mudar a estrutura da economia tailandesa, tornando-a um modelo logístico na Ásia.

### Hidrografia

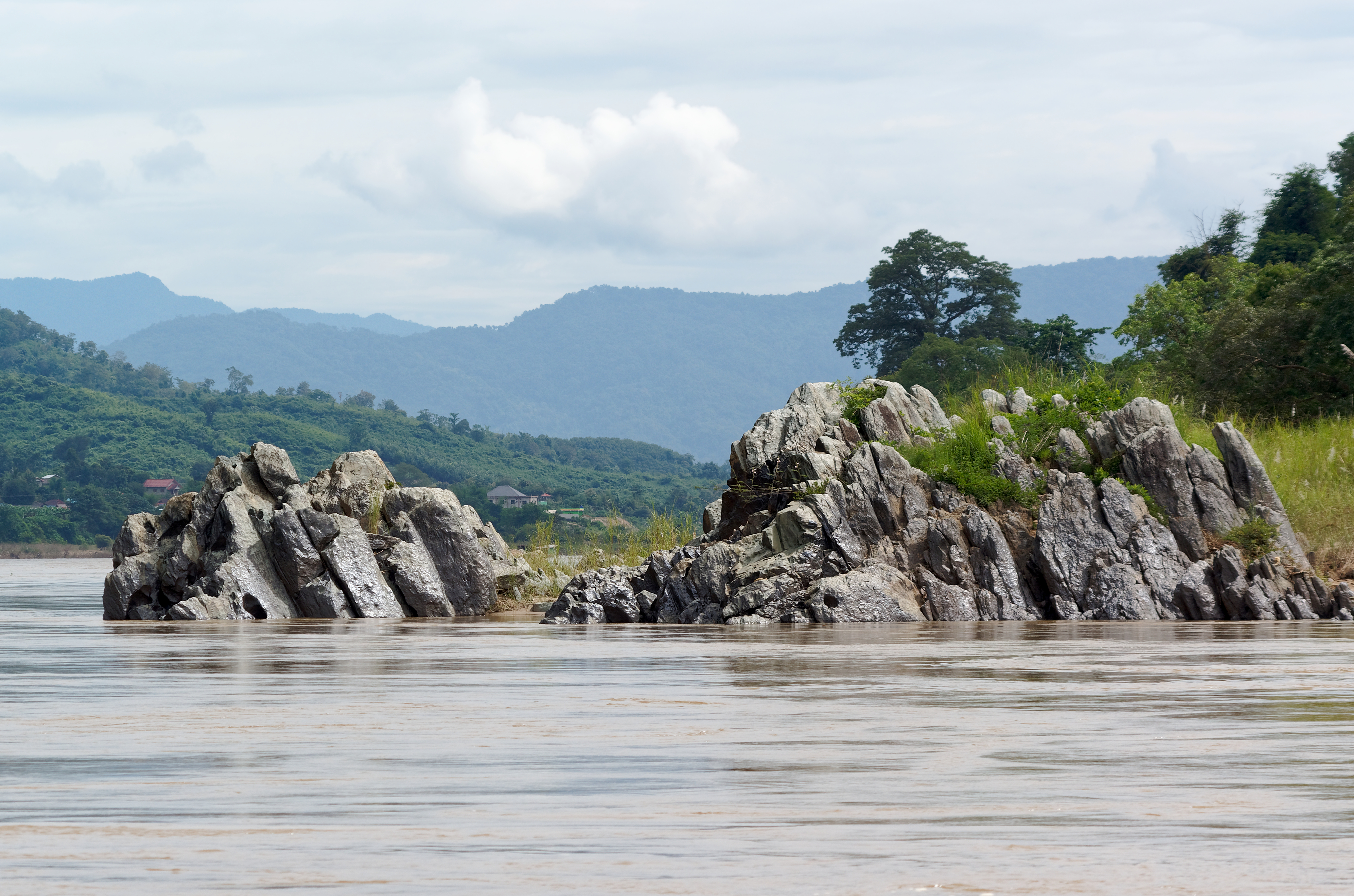
Rio Mecom na fronteira com o Laos

Os rios Chao Phraya e Mecom são os principais cursos de água no país, e indispensáveis para a área rural da Tailândia. O golfo da Tailândia abrange 320 000 quilômetros quadrados e é alimentado pelos rios Chao Phraya, Mae Klong, Bang Pakong e Tapi. O golfo contribui para o setor do turismo, devido às suas águas cristalinas rasas ao longo da costa da região sul e istmo de Kra. A costa oriental do golfo é demasiadamente muito movimentada, em parte devido aos portos de Sattahip e Laemchabang, este último um dos principais do país no que trata de comércio.
O Mecom é um dos maiores rios do mundo, drenando uma grande área do continente asiático. Nasce no Planalto do Tibete e adentra na Tailândia pela região nordeste, servindo como delimitação de fronteira do país com o Laos e Mianmar. Essa delimitação tríplice de fronteira é conhecida como Triângulo de Ouro. O rio Mecom possui um total de 4 350 quilômetros de extensão total, sendo que na Tailândia estende-se entre 850 e 950 quilômetros. O Chao Phraya começa na confluência dos rios Ping e Nan, na província de Nakhon Sawan, percorrendo 372 quilômetros para o sul, das planícies centrais até Banguecoque e o Golfo da Tailândia. Em Chainat, o rio divide-se, originando o rio Tha Chin, que flui paralelamente ao rio principal até o Golfo da Tailândia, cerca de 35 quilômetros a oeste de Banguecoque, em Samut Sakhon.
O país possui o 36º maior litoral do mundo, com 3 219 quilômetros. A relação litoral/área é de 6,29 km².

### Clima

Mapa da Tailândia da classificação climática de Köppen

O país possui um clima tropical úmido, afetado pela ação dos ventos de monção, que variam de direção segundo as estações do ano. De abril a outubro, os ventos são, em sua maioria, vindos do sudeste, e estão carregados de umidade. Nos outros meses do ano, os ventos sopram do nordeste.
As temperaturas na Tailândia são, no geral, elevadas, variando entre 15 °C e 35 °C. Os meses de março, abril e maio são os que registram as temperaturas mais elevadas, com a estação chuvosa indo de junho a outubro, quando são produzidas fortes precipitações. Os meses mais frios são novembro, dezembro, janeiro e fevereiro, quando as temperaturas caem a 15 °C à noite, durante o dia registram em torno de 30 °C e eventualmente pode ocorrer chuvas de granizo.
Por ano, cerca de 1 525 milímetros de precipitação são registrados nas regiões central, norte e nordeste; sendo que na parte tailandesa da península malaia o registro é mais elevado, com 2 540 milímetros. No planalto de Jorate, registram-se cerca de 1 270 milímetros, o menor até então no país.

### Flora e fauna

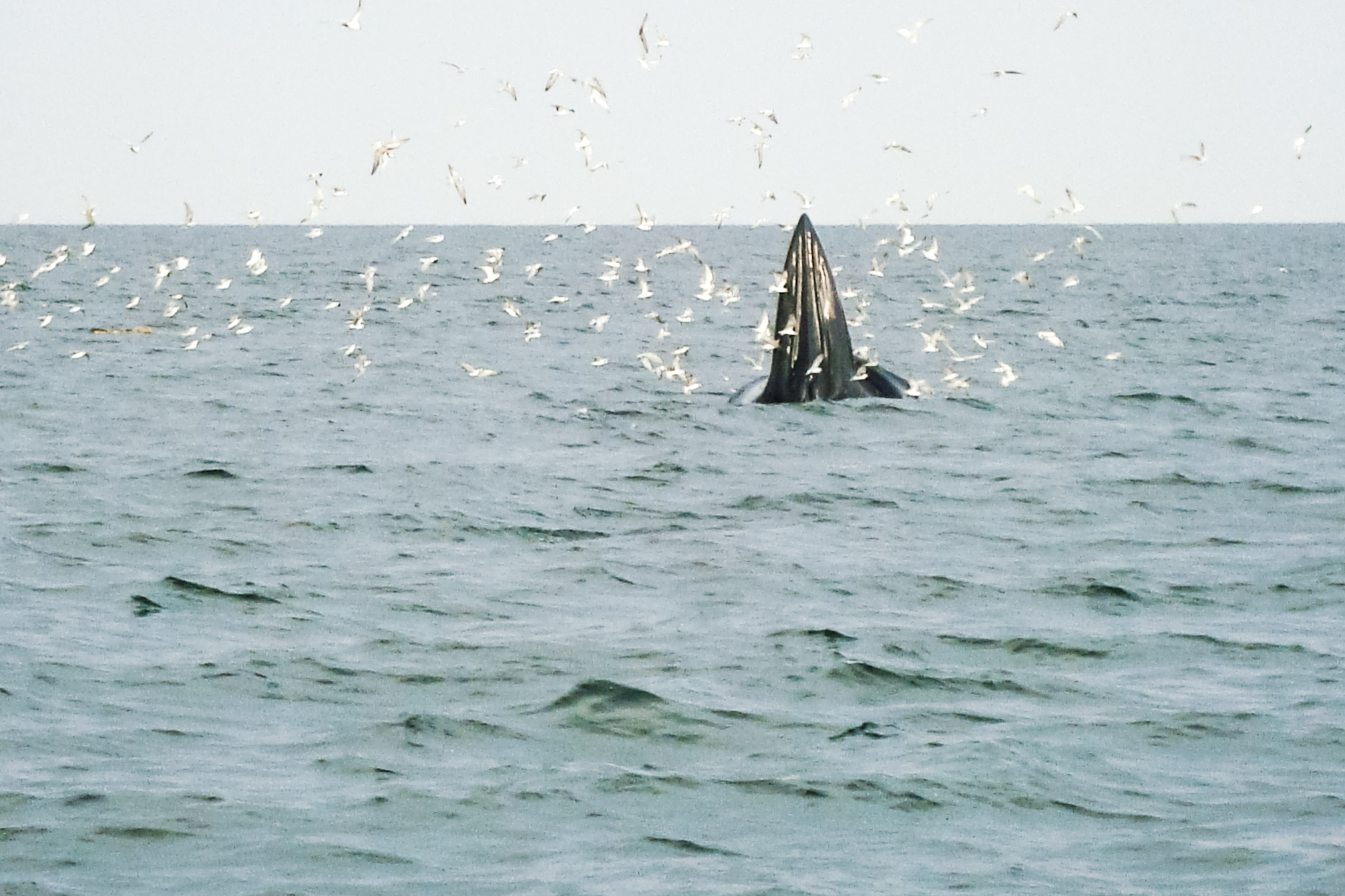
Baleia-de-bryde no Golfo da Tailândia

A vegetação natural é composta por florestas. A cobertura florestal, no ano de 1960, era de 75% a 80% do território. Este valor está, atualmente, entre 18 a 26%, o que é devido ao rápido crescimento da população, as medidas para aumentar a qualidade de vida e a construção de estradas estratégicas associada a outras questões, ocorridas especialmente durante a Guerra do Vietnã.
No sul e oeste da Tailândia predominam florestas tropicais ricas em espécies, que estão sendo utilizadas devido à sua elevada biodiversidade. No entanto, elas têm um alto potencial para a indústria farmacêutica. As espécies de plantas que são usadas são as árvores de óleo e árvores de frutos, como o durião. Nas áreas montanhosas também predominam florestas ricas em espécies, mas tem uma certa proporção de espécies caducifólias, além da ocorrência de pinheiros, carvalhos e espécies de castanheiros. As florestas de mangue que se desenvolvem em áreas costeiras da Tailândia, são espécies pobres e consistem principalmente de Rhizophoras.

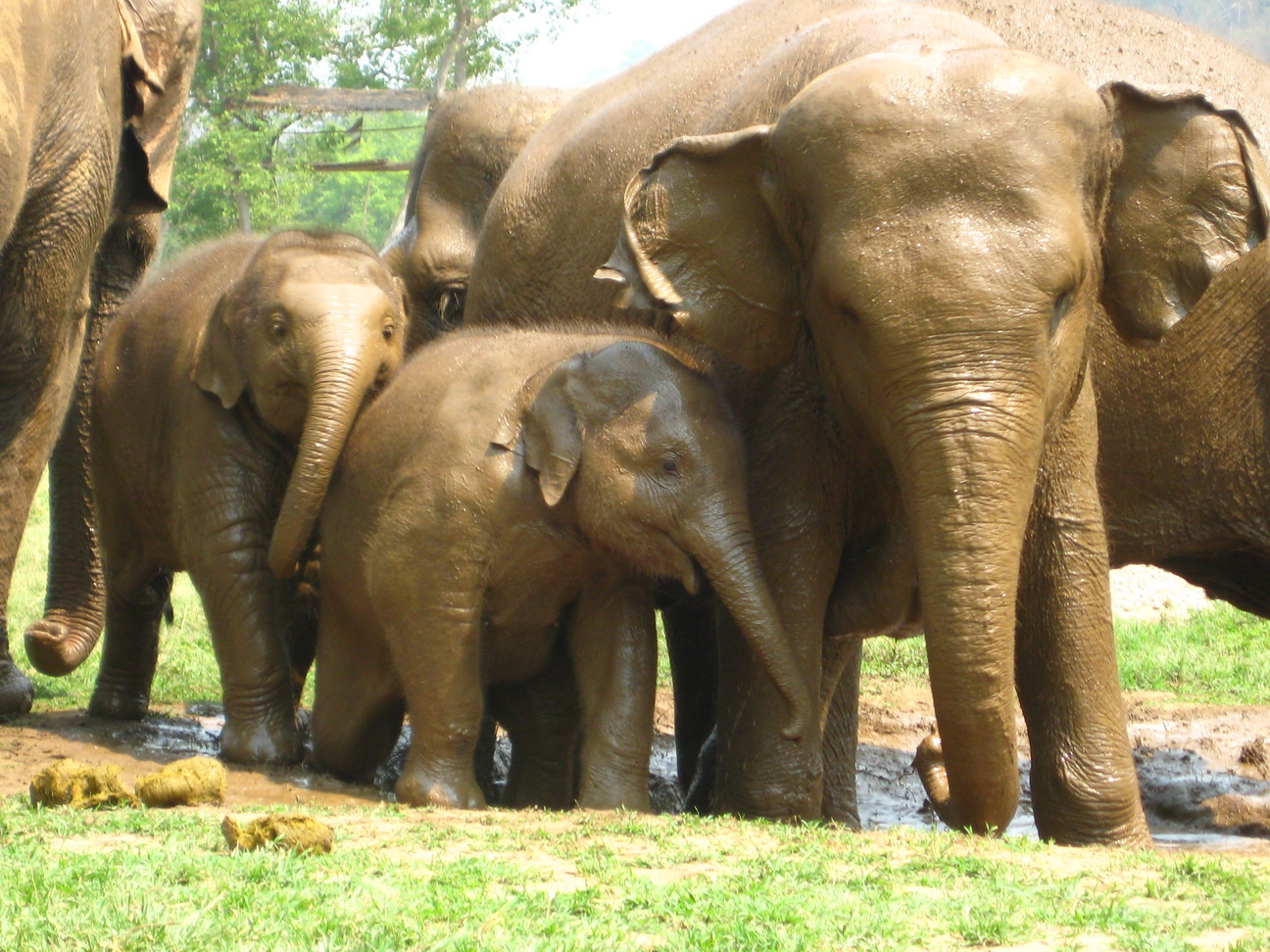
A população de elefantes selvagens na Tailândia caiu para um valor estimado em 2000 a 3000

O elefante é o animal que representa a Tailândia. Embora houvesse 100 000 elefantes domesticados na Tailândia, em 1850, a população de elefantes domesticados caiu para cerca de 2 000 a 3 000 nos anos recentes. Elefantes jovens são frequentemente capturados para o uso em atrações turísticas ou como animais de trabalho, embora seu uso tenha diminuído desde que o governo proibiu essa prática em 1989. Há agora, mais elefantes em cativeiro do que no estado selvagem, e ativistas ambientais afirmam que os elefantes mantidos em cativeiro no país estão, muitas vezes, em estado de maus-tratos.
A caça ilegal de espécies protegidas por lei continua a ser um grande problema no país. Populações de tigres, leopardos e outros grandes felinos foram dizimadas por suas peles valiosas. Muitos animais, como ursos, crocodilos e a cobra-real, são caçados por sua carne, que é considerada uma iguaria, e por suas supostas propriedades medicinais. Embora este comércio seja tido como ilegal, a venda de peles e carnes de espécies ameaçadas de extinção é comumente encontrada, principalmente no mercado Chatuchak, em Banguecoque.
A prática de manter animais silvestres como animais de estimação é considerada nociva para a sobrevivência de várias espécies. Filhotes de animais são normalmente capturados e vendidos. Uma vez em cativeiro e fora de seu habitat natural, muitos animais morrem ou deixam de se reproduzir. Na Tailândia, as principais espécies de animais afetadas são o urso-negro-asiático, urso-do-sol (também chamado urso-malaio), gibão-de-mãos-brancas, gibão-crestado e o binturong, um mamífero. Outras espécies de animais nativas da Tailândia são o cão-selvagem-asiático, orca-pigmeia, búfalo-asiático e a píton-indiana.

## Demografia

Mapa etnológico da Tailândia (1974)

De acordo com estimativas de 2014, do Ministério do Interior, a população da Tailândia é de 66 720 153 habitantes, o que faz do país o vigésimo mais populoso do mundo. No entanto, o Department of Economic and Social Affairs, da ONU, estimou que a população do país atingiu os 68 863 514 de habitantes no ano de 2016. Entre 75 e 95% da população é etnicamente Tai, etnia majoritária nas quatro regiões principais do reino. Apesar disso, a Tailândia também é considerada multiétnica, em virtude da presença de diversas minorias étnicas, como os sino-tailandeses, Tais-malaios, mons, quemeres, tailandeses do Norte, Isans, cham e várias tribos das montanhas. Calcula-se que até 40% dos tailandeses possuem antepassados chineses.
A taxa de fecundidade total em 2013 foi estimada em 1,46 filhos por mulher (0,35%), o que está abaixo da taxa de reposição populacional mundial — registrada em 2,1 filhos por mulher — e se caracterizando como uma das mais baixas do mundo e a quinta menor na Ásia. Esse processo se deu, em grande parte, pelas políticas de controle de natalidade adotadas pelo governo do país, em meados do século XX. O programa de planejamento familiar foi responsável pela diminuição da taxa de fecundidade de 3%, em 1960, para os atuais 0,35%. A taxa de natalidade da Tailândia foi divulgada em 11,26 nascimentos a cada 1 000 habitantes, para o ano de 2014, sendo que a taxa de mortalidade ficou em 7,72 mortes para cada grupo de 1 000 habitantes, no mesmo período. Tratando sobre a questão do nascimento do primeiro filho, as mulheres tailandesas tornavam-se mães com a idade de 23,3 anos em média, conforme estatísticas de 2009. A demografia tailandesa também evidencia um envelhecimento da população: cerca de 9,5% possuem 65 anos ou mais, enquanto 15% têm entre 15 e 24 anos. A maior parte da população do país está na idade adulta, com 46,9% tendo entre 25 e 54 anos de idade.
Pouco mais de 34% da população vive em áreas urbanas, de acordo com dados de 2011. A expectativa de vida da população total é de 74,18 anos, sendo que as mulheres viviam, em média, 6,54 anos a mais que os homens (77,54 e 71 anos, respectivamente). A idade média dos tailandeses é calculada em 36,2 anos, sendo 35,3 anos para os homens e 37,2 anos para as mulheres.
O país abriga uma considerável comunidade de expatriados, com uma notável imigração de europeus e norte-americanos. Um número crescente de imigrantes de países vizinhos, como Mianmar, Laos e Camboja, e de outras nações asiáticas, como Nepal e Índia, elevou o número total de residentes não nacionais para cerca de 3,5 milhões em 2009, contra uma estimativa de 2 milhões em 2008 e cerca de 1,3 milhões no ano de 2000. Do total de imigrantes, estima-se que 2,8 milhões são birmaneses, laosianos ou cambojanos, que respondem por 82% dos estrangeiros que residem na Tailândia. Há, ainda, estimativas que sugerem um número de pouco mais de 50 000 imigrantes em situação ilegal.

### Religiões

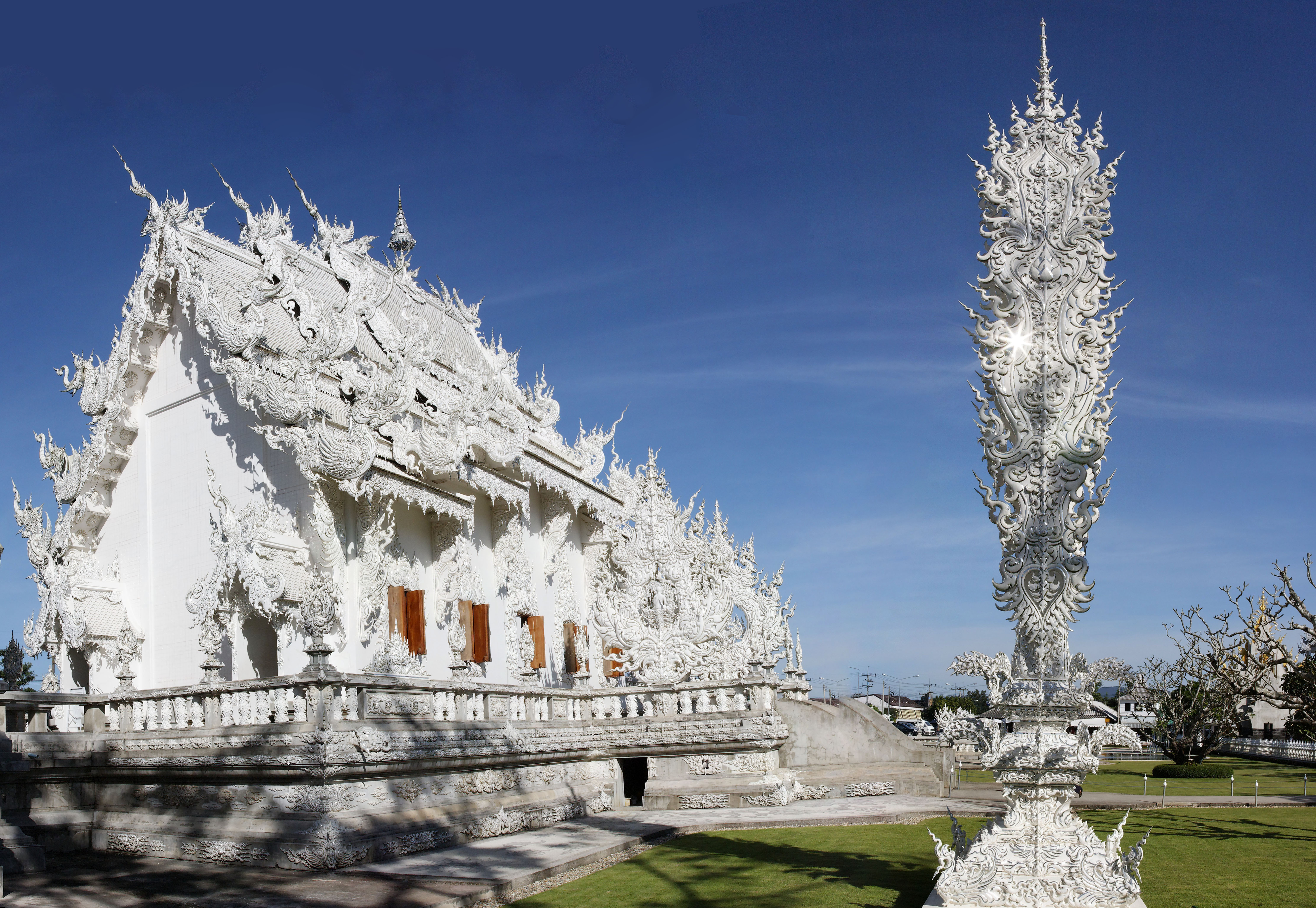
Wat Rong Khun, um templo budista na província de Chiang Rai

Diferentemente dos principais países vizinhos, a constituição tailandesa não adota nenhuma religião oficial, garantindo a liberdade religiosa para todos os cidadãos do país. Entretanto, o rei da nação é obrigado por lei a ser budista teravada. A religião predominante é o Budismo Teravada, que é parte integrante da identidade e da cultura tailandesa. A participação ativa no budismo está entre as mais altas no mundo.
De acordo com o último censo (2000), 94,6% da população do país identifica-se como budista da tradição Teravada. Os muçulmanos são o segundo maior grupo religioso na Tailândia, compreendendo 4,6% da população. O Islã está concentrado principalmente em províncias do sul do país — Pattani, Yala, Satun, Narathiwat e parte de Songkhla — que são predominantemente da etnia malaia, a maioria dos quais muçulmanos sunitas. Os cristãos representam 0,8% da população — predominantemente de cunho protestante — e com uma estimativa de 400 000 católicos em 2019. O restante constituído por sikhs e hindus. Religiões tradicionais chinesas também são comumente praticadas no reino, principalmente entre a comunidade chinesa e em regiões de influência da China.

### Idiomas
O tailandês é a língua oficial da Tailândia, sendo a principal língua de comunicação no país, usada na educação e nos assuntos de governo. Ela é regulada pela Real Sociedade da Tailândia, fundada originalmente sob o nome Royal Society of Siam, em 1926. A língua tailandesa é pertencente à família linguística kradai, encontradas no sul da China e no Sudeste asiático, sendo mutuamente inteligível ao laociano. O alfabeto tailandês, composto por 44 consoantes, 15 símbolos de vogal — que combinam em pelo menos 28 formas de vogal — e quatro sinais diacríticos de tons, é a forma padrão de escrita. É reconhecida também o Braille Tai.
Além da língua tailandesa, há outras línguas minoritárias, como o chinês — especialmente o dialeto Teochew, no Nordeste do país, que às vezes é definido como um dialeto lao — o Kelantan-Pattani Malaio, um dialeto nas províncias do sul. O inglês é ensinado nas escolas e universidades. Ao menos 73 línguas são consideradas vivas e estão em uso, especialmente entre as minorias étnicas e em áreas rurais.

## Governo e política

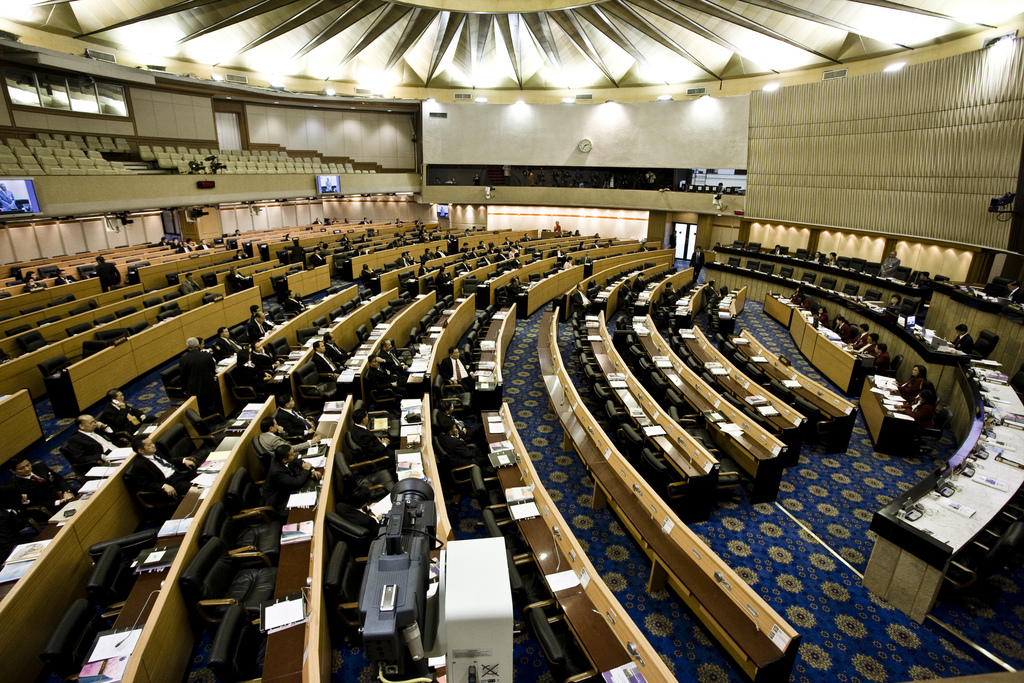
Interior da Assembleia Nacional da Tailândia

Assim como a Espanha, o Reino Unido e o Japão, o país é uma monarquia constitucional, isto é, um território onde o primeiro-ministro é o chefe de governo e onde o monarca é o chefe de Estado. O poder executivo é exercido atualmente pelo primeiro-ministro, Srettha Thavisin. O judiciário é independente do executivo e do legislativo. O reino é uma democracia parlamentar, com uma legislatura bicameral eleita.
Desde a reforma política da monarquia absoluta em 1932, a Tailândia teve 17 constituições. Ao longo deste tempo, a forma de governo variou de ditadura militar para a democracia eleitoral, mas todos os governos reconheceram um monarca hereditário como o chefe de Estado. Antes de 1932, o Reino de Sião não possuía uma legislação, com todos os poderes legislativos concentrados na pessoa do monarca. Esta era a política adotada desde a fundação do Reino de Sucotai, no século XII. O rei era visto como um darmaraja (literalmente: "rei que governa de acordo com o Darma", a lei budista de justiça). No entanto, em 24 de junho de 1932, um grupo de civis e militares criaram o Khana Ratsadon (Partido Popular Tailandês), responsável por realizar uma revolução sem derramamento de sangue, onde foram encerrados os 150 anos de domínio absoluto da dinastia Chacri. Em seu lugar, o grupo defendia uma forma constitucional da monarquia com uma legislatura eleita.
A proposta de constituição de 1932, assinada pelo rei Prajadhipok, criou a primeira legislatura da Tailândia: a Assembleia do Povo, com 70 membros nomeados. A assembleia se reuniu pela primeira vez em 28 de junho de 1932, no Salão do Trono Ananda Samakhom. No momento em que a Constituição permanente entrou em vigor, em dezembro do mesmo ano, as eleições foram marcadas para 15 de novembro de 1933. A nova constituição também mudou a composição da assembleia de 70 eleitos para 78 eleitos diretamente e 78 nomeados (pelo Khana Ratsadon), totalizando 156 membros.
Entre 1932 e 1973 a política do país foi dominada por ditaduras militares que estiveram no poder durante grande parte do período. As principais personalidades foram o ditador Luang Phibunsongkhram (mais conhecido como Phibun), que aliou o país com o Japão durante a Segunda Guerra Mundial, e o político civil Pridi Phanomyong, que fundou a Universidade Thammasat e foi brevemente o primeiro-ministro após a guerra. A invasão japonesa da Tailândia ocorreu em 8 de dezembro de 1941. Durante a Guerra do Vietnã, a Tailândia foi aliada dos Estados Unidos entre 1965 e 1971, estando presente com forças militares no Vietnã do Sul.

### Forças armadas

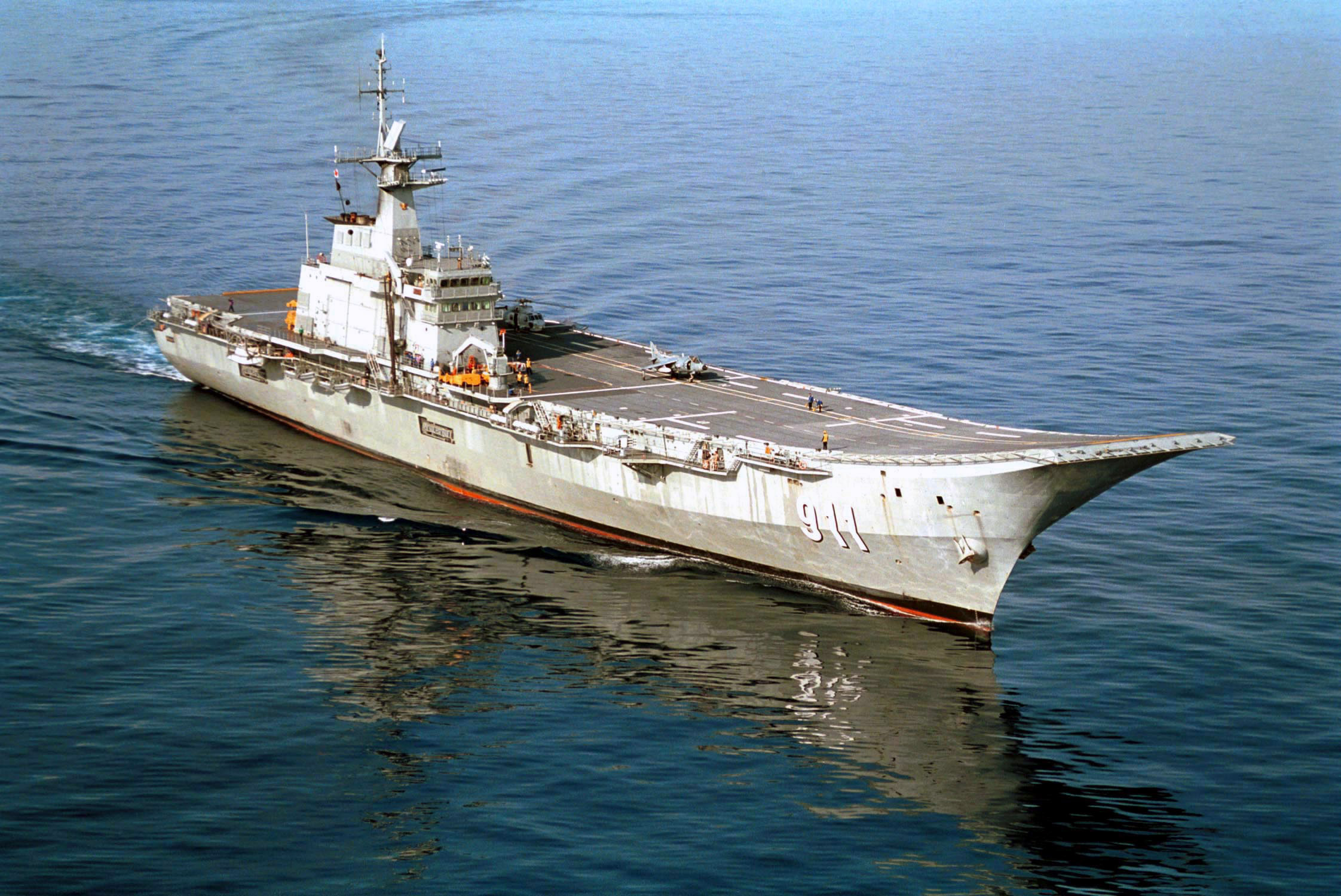
HTMS Chakri Naruebet, um porta-aviões da Marinha Real Tailandesa

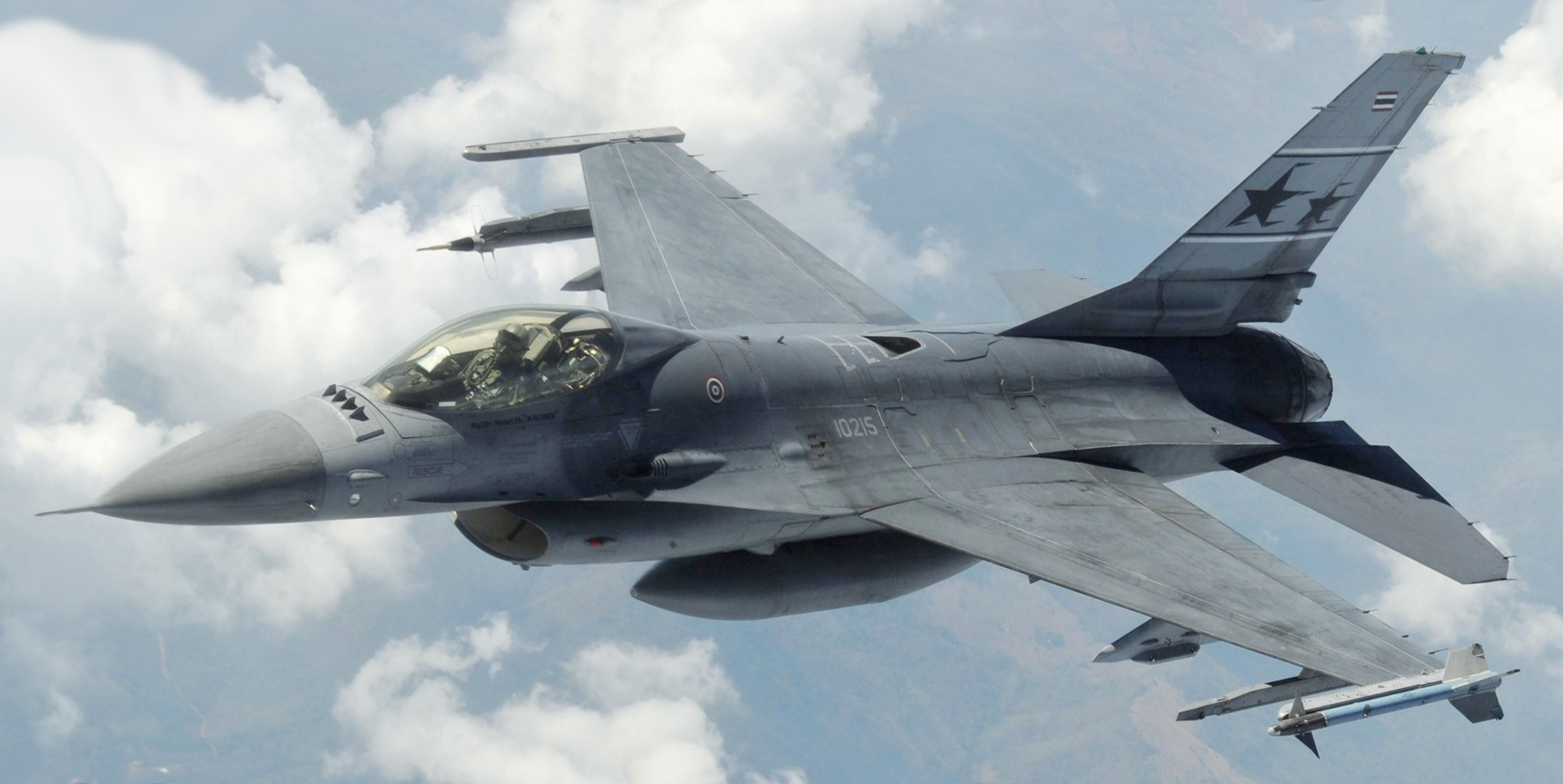
F-16 Fighting Falcon da Força Aérea Real Tailandesa

As Forças Armadas da Tailândia consistem no Exército Real Tailandês (กองทัพบกไทย), Força Aérea Real (กองทัพอากาศไทย) e Marinha Real (กองทัพเรือ, ราชนาวี). Também são incorporadas várias forças paramilitares.
Em 2014 as Forças Armadas da Tailândia tinham uma força de trabalho combinada de 306 mil pessoas em serviço ativo e mais de 245 mil em reserva. 722 unidades compõem o poder terrestre (tanques), além de 573 no poder aéreo (aeronaves e porta-aviões) e 81 no poder naval (submarinos e ogivas nucleares), com um orçamento de defesa de 5,3 bilhões * US$. O chefe das Forças Armadas tailandesas (Chom Thap Thai; em tailandês: จอมทัพ ไทย) é o rei Maha Vajiralongkorn, conforme determinado pela Constituição do reino, embora esta posição seja apenas nominal. As forças armadas são geridas pelo Ministério da Defesa da Tailândia, que é dirigido pelo Ministro da Defesa (um membro do gabinete da Tailândia) e comandado pela Sede Real das Forças Armadas tailandesas que, por sua vez, é chefiada pelo Chefe das Forças de Defesa da Tailândia. Em 2011, as despesas militares da Tailândia foram de 1,6% do Produto interno bruto (PIB) nacional, diminuindo para 1,47% em 2012. Conforme a lei que trata sobre a questão, os homens entre 18 e 49 anos de idade estão aptos a prestar o serviço militar, sendo que o registro deve ser feito aos 18 anos. Em 2015, a organização militar tailandesa foi considerada a 21.ª maior do mundo.
Segundo a Constituição, servir nas forças armadas é um dever de todos os cidadãos tailandeses. No entanto, apenas os homens com idade superior a 21 anos são dadas a opção de voluntariado para as Forças armadas, ou participar no projeto de forma aleatória. Os candidatos são submetidos a diferentes comprimentos de treinamento, de seis meses a dois anos de serviço a tempo inteiro, dependendo de sua educação, se tiverem concluído parcialmente o curso de formação de reserva, e se candidataram-se antes da data proposta (normalmente 1 de abril de todo ano). O Dia das Forças Armadas é comemorado em 18 de janeiro, data em que ocorreu a vitória do rei Naresuan, O Grande na batalha contra o príncipe herdeiro da Birmânia, em 1593.

### Direitos humanos
Os reis da Tailândia são protegidos por leis de lèse-majesté que permitem que os críticos sejam presos durante três a quinze anos. Após o golpe de Estado tailandês de 2014, a Tailândia teve o maior número de presos por crime de lesa-majestade da história do país. Em 2017, o tribunal militar na Tailândia condenou um homem a 35 anos de prisão por violar a lei de lesa-majestade. O ativista tailandês e editor Somyot Prueksakasemsuk, que foi condenado a onze anos de prisão por lèse-majesté em 2013, é um prisioneiro de consciência designado pela Amnistia Internacional.

### Relações internacionais

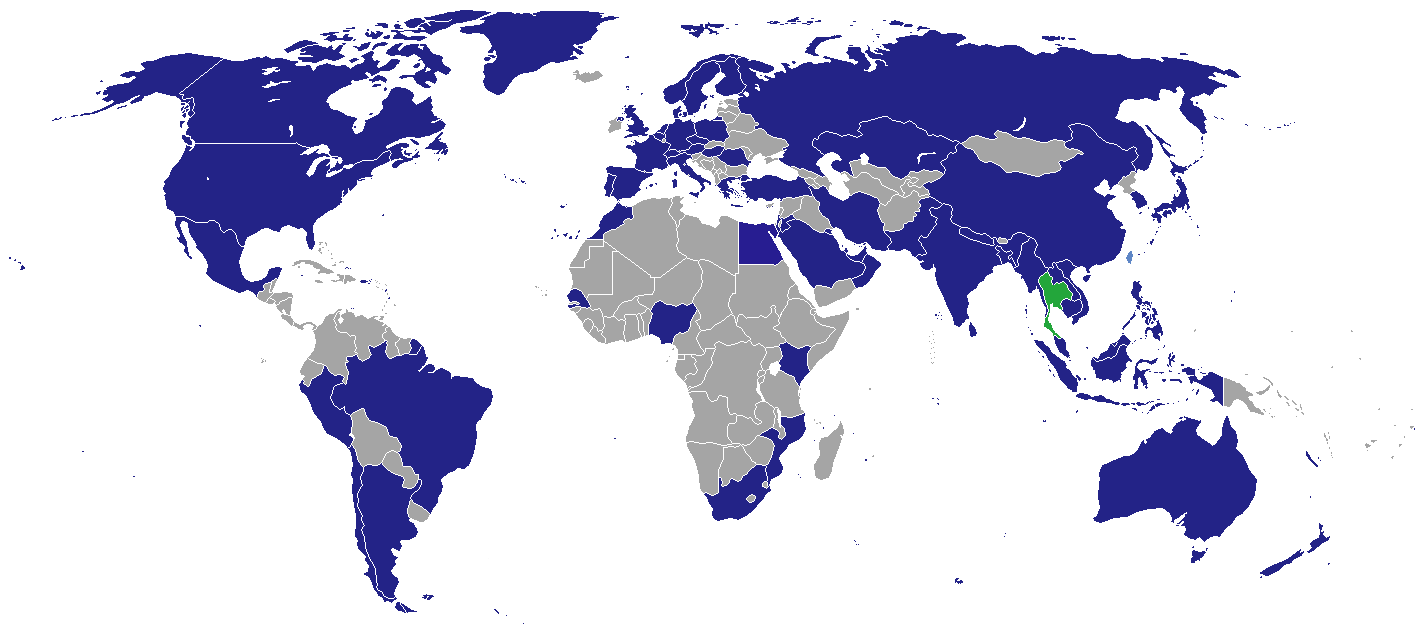
Missões diplomáticas da Tailândia

As relações exteriores da Tailândia são tratadas pelo Ministério das Relações Exteriores. A nação participa plenamente nas organizações internacionais e regionais. É um dos mais antigos aliados dos Estados Unidos e um dos principais aliados extra-OTAN. O país continua a ser um membro ativo da Associação de Nações do Sudeste Asiático (ASEAN), exercendo certa influência em sua região e desenvolvendo laços cada vez mais estreitos com outros membros da ASEAN, como a Indonésia, Malásia, Filipinas, Singapura, Brunei, Laos, Camboja, Mianmar e Vietnã, cujos ministros externos e econômicos realizam reuniões anuais. A cooperação regional é mantida pelo país, em especial no que trata da economia, política e questões culturais. Em 2003, a Tailândia serviu como anfitriã da APEC. O ex-vice-primeiro-ministro tailandês, Supachai Panitchpakdi, foi Secretário-Geral da Conferência das Nações Unidas sobre Comércio e Desenvolvimento (UNCTAD) entre 2005 e 2013, tendo sido o primeiro a exercer o cargo de origem leste-asiática. Em 2005, a Tailândia participou da inaugural da Cúpula do Leste Asiático.
Nos últimos anos, a Tailândia tem assumido um papel cada vez mais ativo no cenário internacional. Quando o Timor-Leste conquistou a independência da Indonésia, a Tailândia, pela primeira vez em sua história, contribuiu enviando tropas para o esforço internacional de paz. Suas tropas permanecem lá até hoje, como parte de uma força de paz da ONU. Como parte de suas atividades para aumentar os laços internacionais, a Tailândia tem participado de organizações regionais e internacionais, como a Organização dos Estados Americanos (OEA) e a Organização para a Segurança e Cooperação na Europa (OSCE). Tropas tailandesas também são enviadas para os esforços de reconstrução no Afeganistão e Iraque. O reino iniciou negociações de vários acordos de livre-comércio com o Bahrein (2002), China (2003), Estados Unidos (2003), Índia (2004), Austrália (2005), países do Mercosul (especialmente Brasil, Argentina, Paraguai e Uruguai), a partir de 2006, Peru (2011) e o Chile (2013). O tratado de livre-comércio com os Estados Unidos, em especial, foi altamente criticado, com alegações de que de o alto custo das indústrias tailandesas poderia ser dizimado.

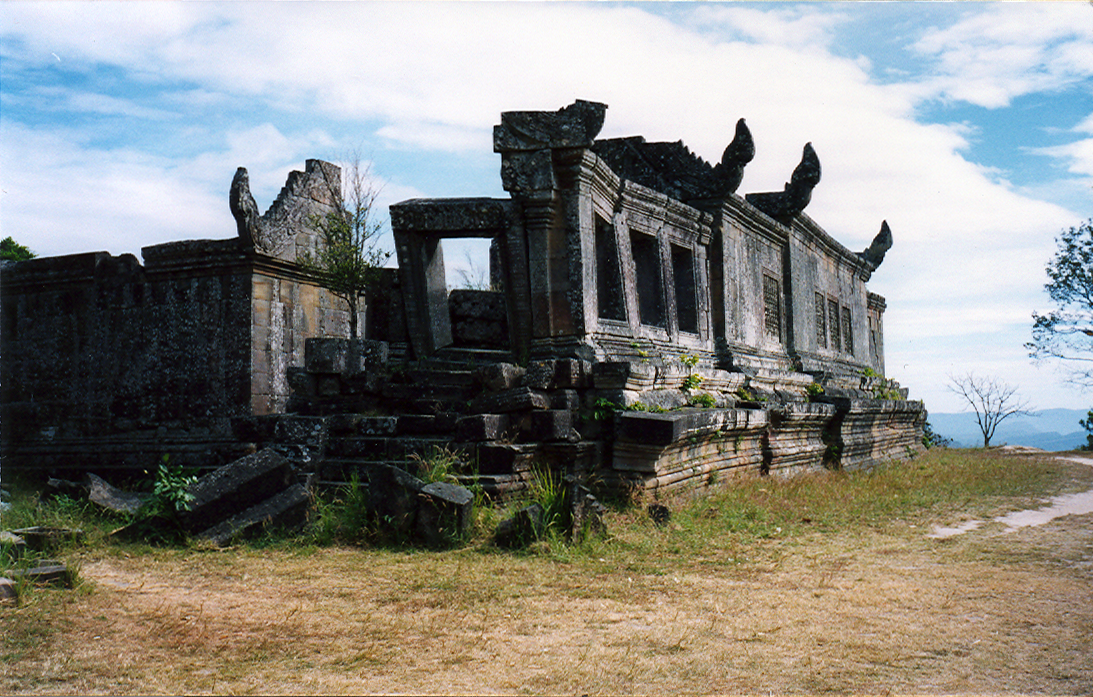
Templo de Preah Vihear, objeto de um conflito de soberania entre Tailândia e Camboja.

Apesar de ser considerada uma nação relativamente pacífica, a Tailândia mantém algumas disputas internacionais. Algumas de suas províncias localizadas no sul, tais como Pattani, Yala e Narathiwat, têm registrado iniciativas separatistas nos últimos anos, o que levou o país a um controle maior e mais rígido na fronteira com a Malásia, com o objetivo de conter atividades insurgentes. A fronteira do reino com o Laos também está entre as ações de instabilidade, principalmente no que trata sobre o controle de algumas ilhas no Mecom, e os dois países têm realizado negociações para concluir as demarcações territoriais entre ambos. Porém, é com o Camboja que a Tailândia mantém a maior disputa internacional nos últimos anos. Os dois países disputam o controle da fronteira na região das ruínas do Templo de Preah Vihear, que é parte integrante do Camboja atualmente, devido a uma decisão do Conselho Internacional de Justiça em 1962. A região disputada também é parte de um Património Mundial da ONU, e tanto a Tailândia quanto o Camboja recorreram às armas, iniciando um conflito armado em 2008. Um acordo foi alcançado em dezembro de 2011, para a desocupação das tropas militares da área disputada, conforme decisão do Tribunal Internacional de Justiça.

## Subdivisões
A Tailândia está dividida em 75 províncias, chamadas de changwats (จังหวัด) e um município — Banguecoque — chamado maha nakhon, com o mesmo nível administrativo das províncias. As províncias estão reunidas em quatro regiões que, por sua vez, não possuem funções administrativas e são utilizadas apenas para fins estatísticos e geográficos. São elas: Central, Norte, Nordeste e Sul. Em algumas ocasiões a região Central é dividida em outras duas regiões (Leste e Central), conforme definição apresentada a seguir.
Cada província é dividida em distritos, e os distritos são divididos em subdistritos (tambons). Em 2006, havia um total de 877 distritos (อำเภอ, em tradução literal, amphoe) nas províncias e 50 distritos na municipalidade de Banguecoque (เขต, khet). Os distritos e subdistritos estão divididos em 7 255 tambons (equivalente a uma comunas) e estes, comumente, dividem-se em 69 866 moobans, o que equivale a um povoado ou vila. Os distritos de Banguecoque, apesar de possuírem o mesmo grau administrativo dos demais distritos das províncias, recebem uma nomeação diferente, khets, ao invés de amphoes.
A Região metropolitana de Banguecoque apesar de pertencer à região Central, para fins de censos, é apresentada destacada desta região. O nome de cada província é o mesmo nome de sua capital, algumas vezes com o prefixo Mueang ou Muang, como alternativa política, de modo que não se confunda com a província. Com a exceção da província Songkhla, a capital é também a maior cidade da província.
Banguecoque, a capital do reino e única municipalidade, é a divisão administrativa com maior população e densidade demográfica. Se considerarmos apenas as províncias, Nakhon Ratchasima é a mais populosa, com 2 628 818 habitantes. e Nonthaburi é a de maior densidade demográfica, com 1 918,22 hab/km². Nakhon Ratchasima é, também, a maior província em área territorial, enquanto Samut Songkhram é a menor província em território, com 20,4 e 0,416 km², respectivamente. Mae Hong Son, no noroeste do país, é a província de menor densidade demográfica, com 20,0 hab/km² e Ranong é a província menos populosa, com seus quase 180 mil habitantes.
Cada província é administrada por um governador, nomeado pelo ministro do Interior. A única exceção é a municipalidade de Banguecoque, onde o governador é eleito. No século XX, o extremo sul da península malaia, então Malaca, esteve sob o controle tailandês. A soberania tailandesa se estendia até a região de Temasek, algumas das ilhas Andamão e uma colônia em Java. Os tailandeses renunciaram a soberania sobre o que são agora as províncias malaias de Kedah, Perlis, Kelantan e Terengganu para o Reino Unido, recebendo como garantia as províncias de Satun e Pattani. Movimentos separatistas e rebeldes mantém iniciativas de resistência contra o governo tailandês nesta região, organizadas sob a Organização para a Libertação do Estado de Patani.

## Economia

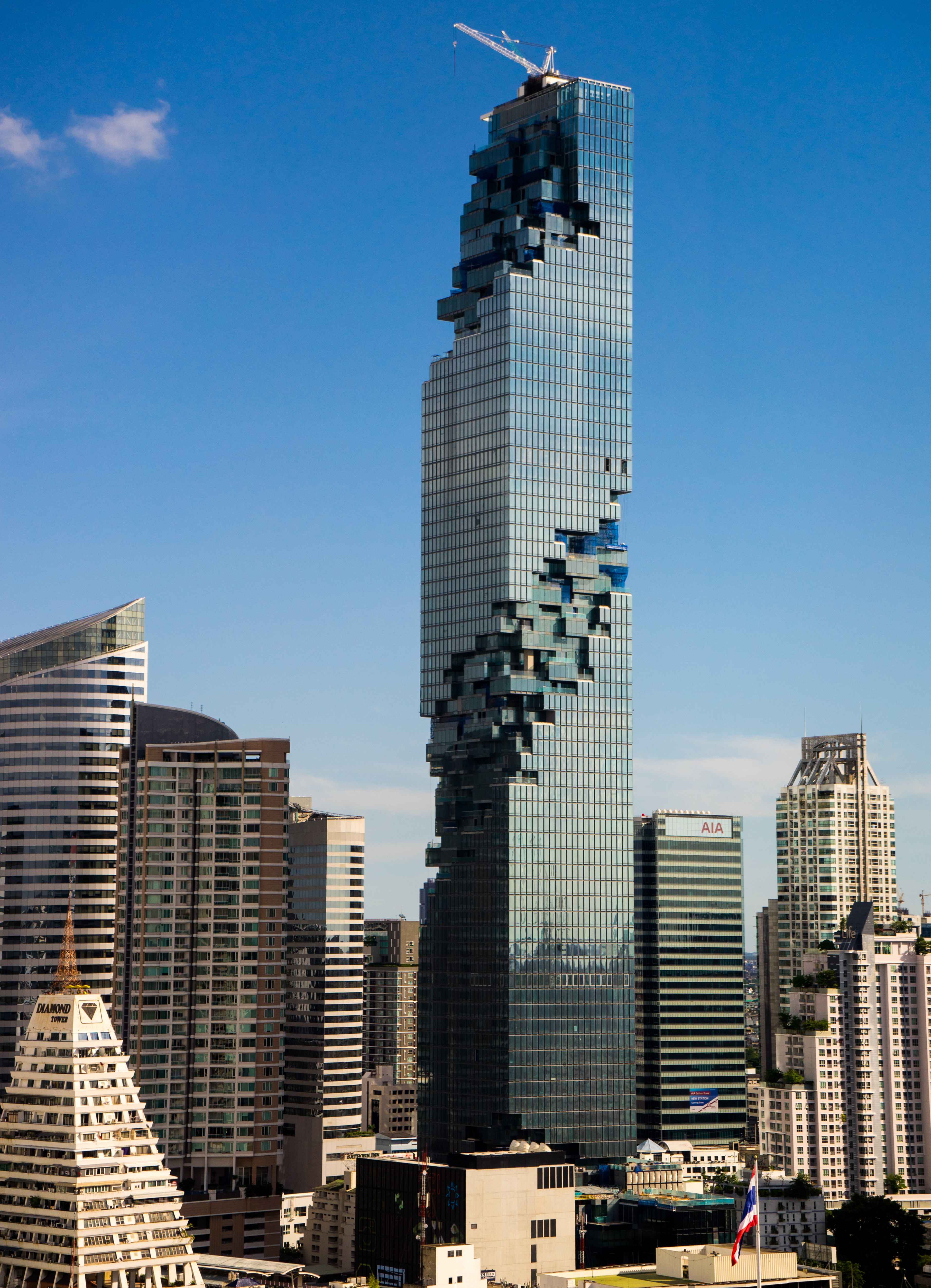
Arranha-céu MahaNakhon, em Banguecoque, o maior edifício do país

Por ser um país recentemente industrializado, a economia da Tailândia é considerada emergente. Em 2013, o país registrou um Produto interno bruto (PIB) de 673 bilhões * US$ fazendo da nação a segunda maior economia do Sudeste asiático, depois da Indonésia. Em termos de PIB per capita (Paridade do Poder de Compra), é a quarta nação mais rica do Sudeste asiático, depois de Singapura, Brunei e Malásia, de acordo com o Fundo Monetário Internacional e o Banco Mundial.
Como uma potência econômica regional, o país é visto como uma economia de âncora para os países vizinhos, especialmente Mianmar, Camboja e Laos. Em 2014, apresentou uma taxa de desemprego de 0,84%, de acordo com o Conselho Nacional de Desenvolvimento Econômico e Social da Tailândia (NESDB), além de uma força de trabalho de mais de 38,26 milhões de pessoas (17ª maior do mundo).
O reino experimentou a maior taxa de crescimento econômico do mundo entre 1985 e 1996, com uma média de 12,4% ao ano. Em 1997, a economia contraiu 1,9%, levando a uma crise financeira que resultou na desvalorização do baht, moeda do país. O baht foi indexado em 25 dólares americanos de 1978 a 1997, atingindo seu ponto mais desvalorizado de 56 dólares em janeiro de 1998, período em que a economia contraiu 10,8%, desencadeando a crise financeira asiática.
A economia tailandesa é fortemente dependente de exportações, com estas representando mais de dois terços do produto interno bruto (PIB). As exportações, em geral, exportam em média US$ 105 bilhões em bens e serviços por ano. As principais exportações são provenientes do arroz, têxteis e calçados, além de produtos da pesca, borracha, joias, carros, computadores e aparelhos elétricos. O país tem sido o maior produtor mundial de arroz das últimas décadas.

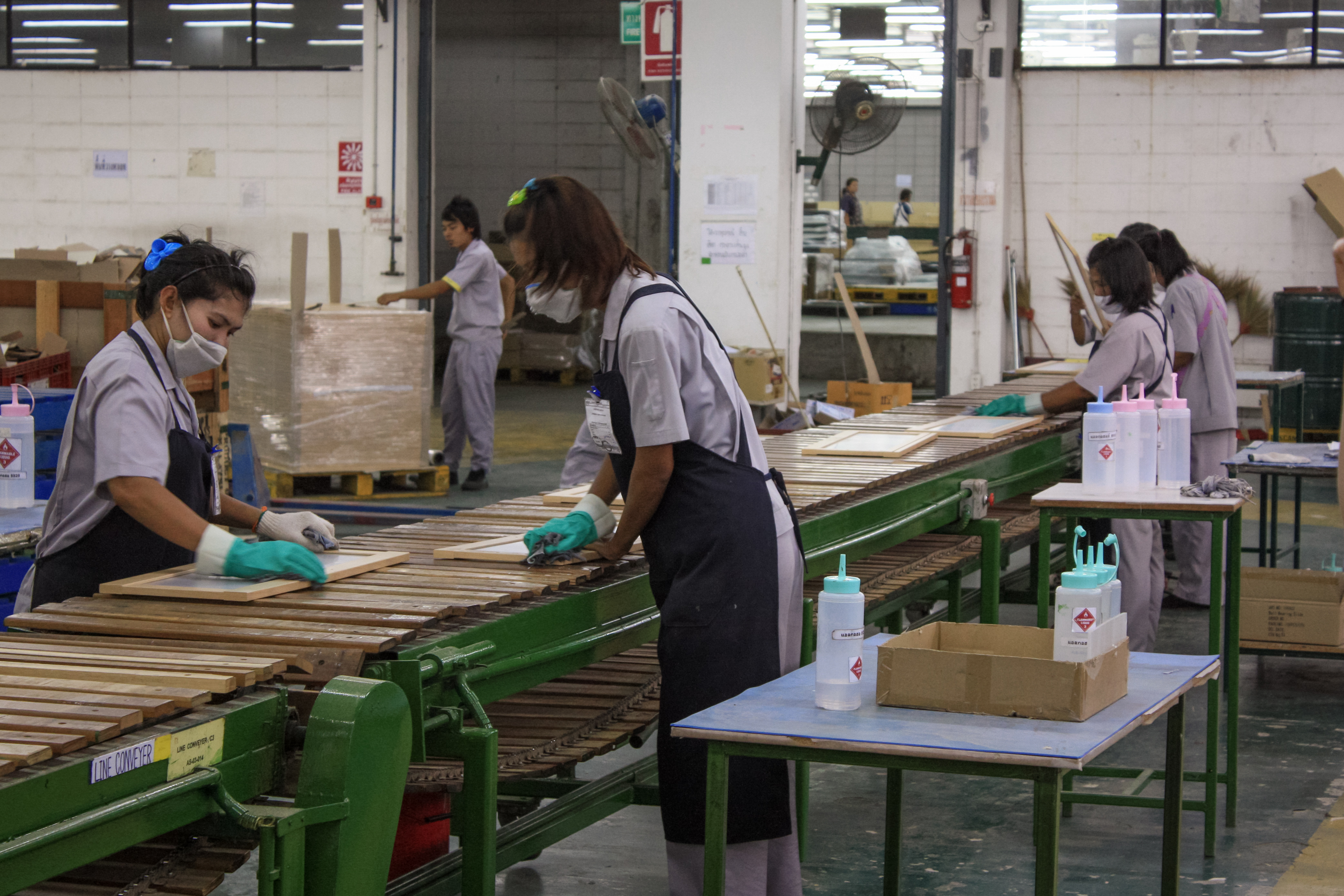
Trabalhadores de uma linha de produção em uma fábrica em Chachoengsao

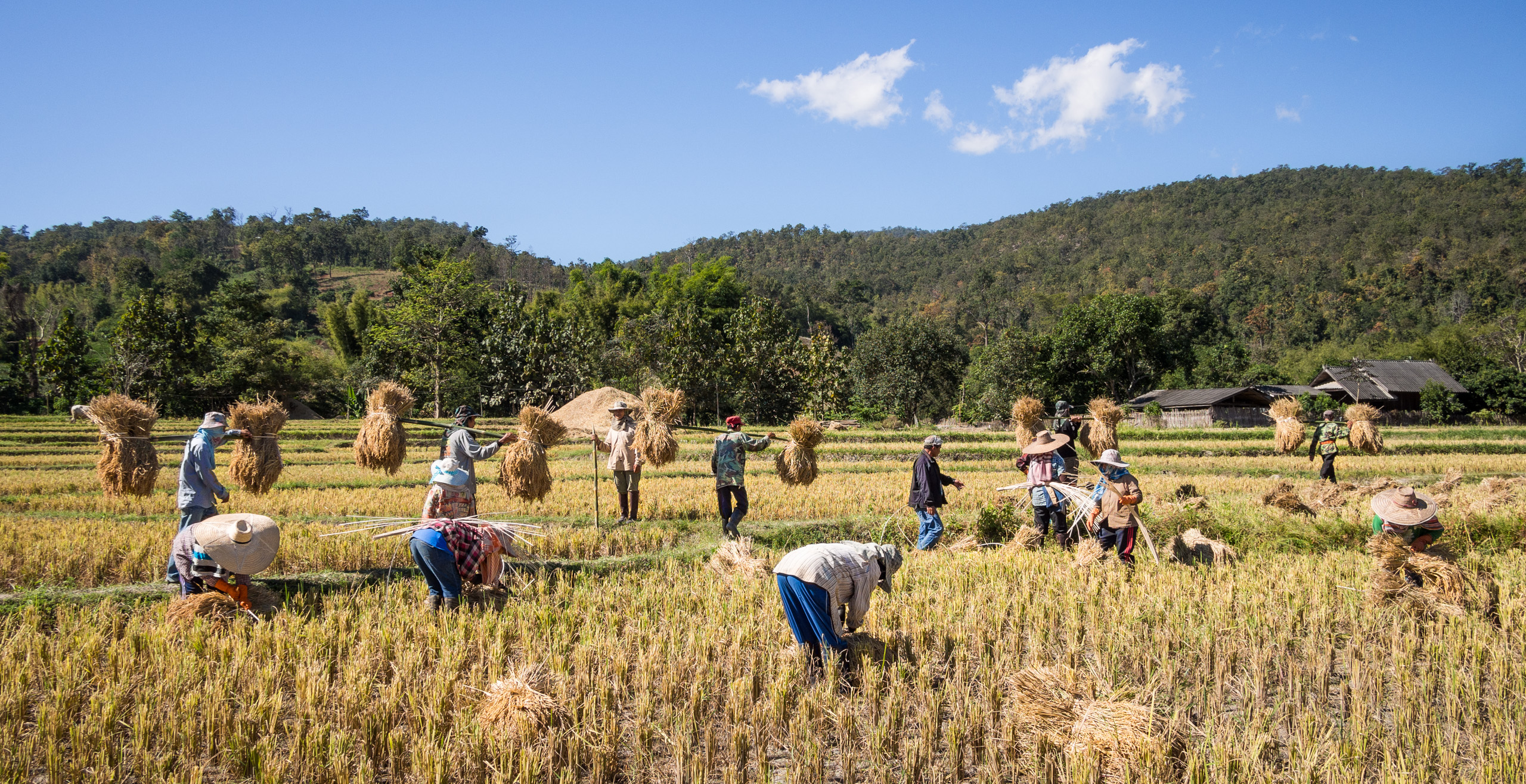
Plantação de arroz em Chiang Mai. O país é um dos três maiores exportadores deste grão no mundo.

No setor primário, quase metade da força de trabalho (41,3%) está empregada na agricultura. Em 2018, o país era o maior produtor do mundo de borracha natural (4,7 milhões de toneladas), um dos 6 maiores produtores mundiais de mandioca (31,6 milhões de toneladas), óleo de palma (15,4 milhões de toneladas), cana-de-açúcar (104,3 milhões de toneladas), abacaxi (2,1 milhões de toneladas) e arroz (32,1 milhões de toneladas), além de ter uma grande produção de milho (5 milhões de toneladas) e coco (885 mil toneladas), entre outros produtos. O país também é um dos 15 maiores produtores do mundo de carne de frango. Os produtos agrícolas constituem quase 18% das exportações da Tailândia. Entre todos os países da região do Grande Mecom, é a Tailândia que tem a maior percentagem de terra arável (27,25%), com 55% desta sendo usada para a produção de arroz. A agricultura tem vindo a registar uma transição de mão de obra intensiva, além de métodos transitórios para um setor mais industrializado e competitivo. Entre 1962 e 1983, o setor agrícola cresceu 4,1% ao ano em média, e continuou a crescer a 2,2% entre 1983 e 2007. Todavia, a contribuição relativa da agricultura em relação ao PIB tem diminuído, enquanto as exportações de bens e serviços aumentaram.
O setor secundário caracteriza-se superficialmente, pela produção de aparelhos elétricos, componentes e componentes de computadores e veículos. A Tailândia tinha a 17ª indústria mais valiosa do mundo (US$ 137,5 bilhões) em 2019, de acordo com o Banco Mundial. Neste ano, foi o 11ª maior produtor de veículos (2 milhões) e o 33ª maior produtor de aço (4,2 milhões de toneladas) do mundo. A partir de 2012, a indústria automotiva do país foi a maior na Sudeste Asiático e a décima-segunda maior do mundo, estando a frente de países como Rússia, Reino Unido, Itália, República Checa e Turquia. Em nível regional, é o quarto maior produtor de automóveis na Ásia — China, Japão, Coreia do Sul e Índia estão à frente — e o quarto também entre os países em desenvolvimento, superada apenas pela Índia, México e Brasil. O sistema industrial automotivo tailandês tem uma produção anual perto de 1,5 milhões de veículos, estes sendo principalmente comerciais. A maioria dos veículos fabricados na Tailândia são desenvolvidos e licenciados por produtores estrangeiros, em especial japoneses e sul-coreanos. A indústria automóvel tailandesa aproveita a Área de Livre Comércio da ASEAN (AFTA) para exportar a maior parte de seus produtos. Oito fabricantes, sendo cinco japoneses, dois norte-americanos, e um indiano, produzem veículos picapes no reino, o que faz da Tailândia o segundo maior consumidor de caminhões pick-up no mundo, após os Estados Unidos. De acordo com a [Federação Tailandesa das Indústrias, em 2015 foram fabricados 1 913 002 automóveis, a terceira maior quantidade nos últimos cinco anos. Deste total, 1 204 985 foram destinados à exportação.

### Turismo

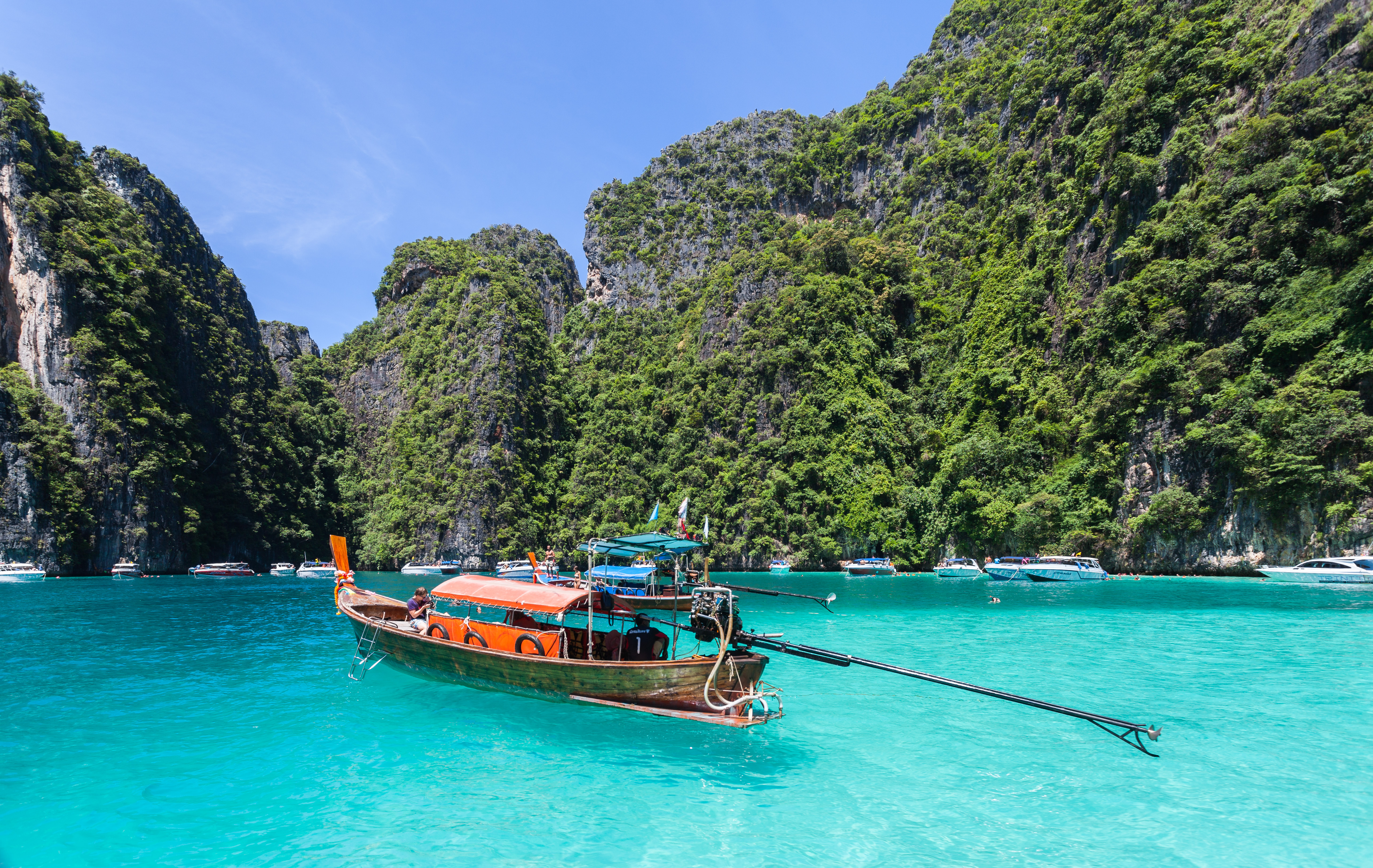
Praia na ilha Phi Phi

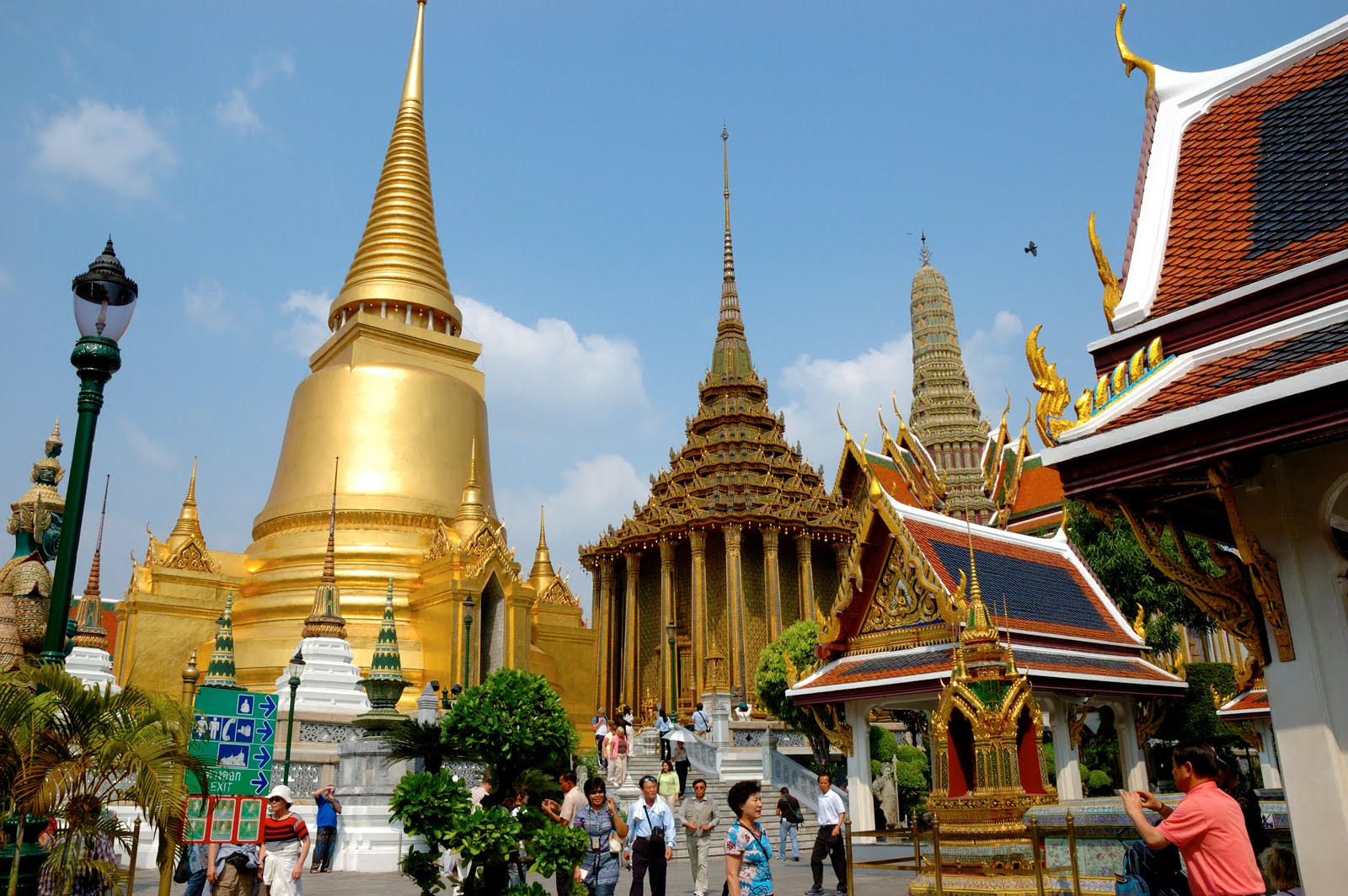
Templo budista Wat Phra Kaew

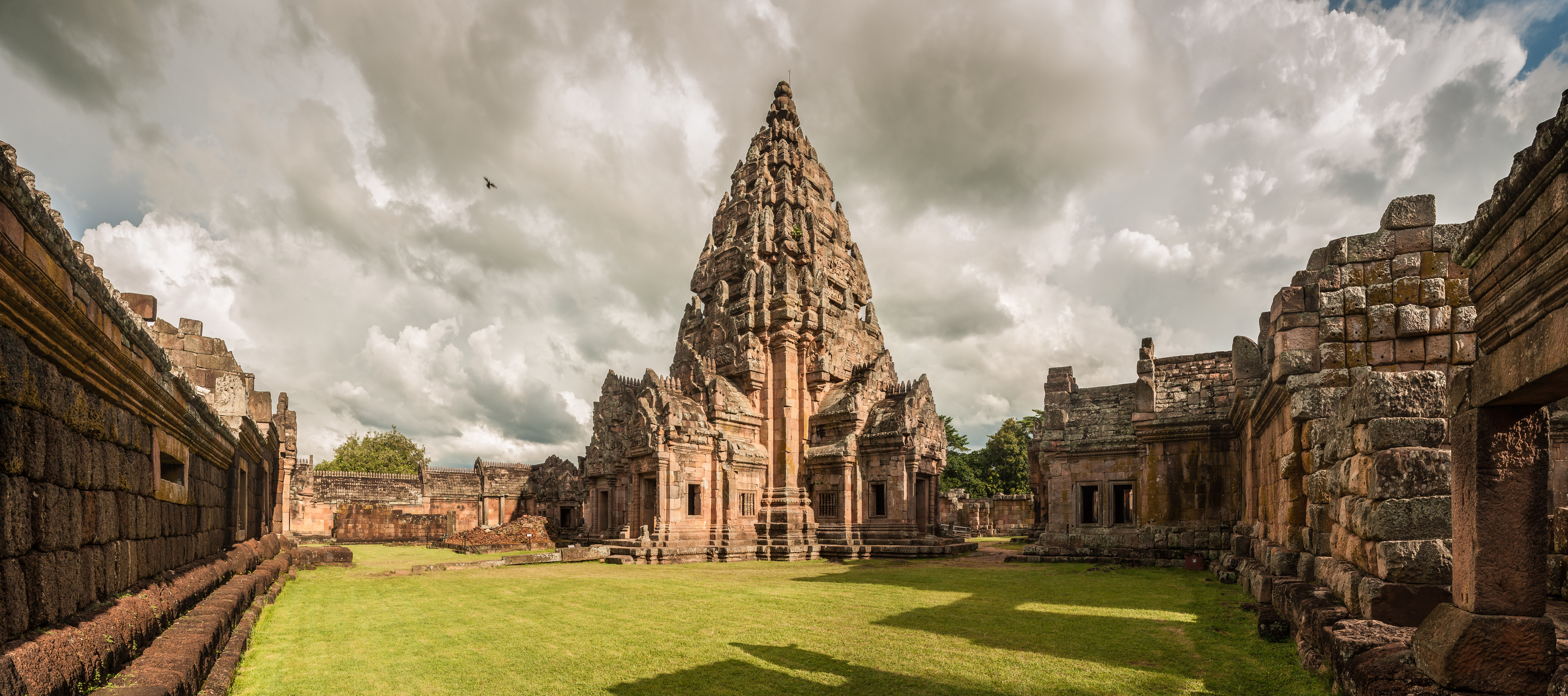
Templo quemer Phanom Rung, na província de Buri Ram

O turismo representa cerca de 6% da economia do país. A Tailândia é o país mais visitado no Sudeste Asiático, de acordo com a Organização Mundial de Turismo. Entretanto, o setor acarreta diversas anomalias sociais para o reino, como a prostituição generalizada e o turismo sexual. Uma estimativa publicada em 2003 avaliou o setor turístico em torno de US$ 4,3 bilhões por ano, ou cerca de 3% da economia tailandesa. De acordo com pesquisa realizada pela Universidade Chulalongkorn, na economia informal tailandesa, a prostituição e o turismo sexual no período entre 1993 e 1995, fez-se em torno de 2,7% do PIB. Acredita-se que pelo menos 10% dos dólares dos turistas estrangeiros são gastos no comércio sexual.
Em 1967, o número de turistas era de, aproximadamente, 336 000 visitantes estrangeiros. Esta estimativa saltou para mais de 29 milhões de visitantes internacionais que visitaram a Tailândia em 2015. A duração média de estadia em 2007 foi de 9,19 dias, gerando um número estimado de 547 bilhões de baht, cerca de 11 mil milhões de euros. Até meados de 2016, Chineses, malaios, japoneses, sul-coreanos e laosianos foram as nacionalidades que mais visitaram a Tailândia para fins de turismo. Entre os visitantes europeus, destacaram-se, no mesmo período, os russos, britânicos, alemães e franceses. Os norte-americanos são, entre os de nacionalidade proveniente da América do Norte, os de maior quantidade em turistas. Na América Latina, turistas brasileiros e argentinos são os mais presentes enquanto sul-africanos são os de maior expressividade entre aqueles vindos da África.
Os turistas asiáticos visitam principalmente Banguecoque e as atrações históricas, naturais e culturais nos arredores. Turistas ocidentais não só visitam Banguecoque, mas muitos viajam para as praias do sul e ilhas. O norte do país é o principal destino para caminhadas e viagens de aventura, com seus diversos grupos étnicos minoritários e montanhas arborizadas. A região que hospeda o menor número de turistas é o Isan, no nordeste. Para acomodar os visitantes estrangeiros, o governo tailandês estabeleceu um sistema policial para o turismo, com escritório separado nas principais áreas turísticas e seu próprio número de telefone de emergência central.
As atrações turísticas tailandesas incluem locais de mergulho, praias, centenas de ilhas tropicais, vida noturna, sítios arqueológicos, museus, tribos, flora e vida das aves, palácios, templos budistas e vários Patrimónios Mundiais. Muitos turistas seguem cursos durante a sua estadia na Tailândia, sendo que os mais populares são aulas de culinária tailandesa, sobre o budismo e a tradicional massagem tailandesa. Festivais nacionais tailandeses variam do Ano Novo tailandês (Songkran) ao Loy Krathong . Muitas localidades na Tailândia também têm suas próprias festas. Entre as mais conhecidas estão o "Elefante de Surin Round-up" em Surin, o "Bun Bang Fai" em Yasothon e o festival "Phi Ta Khon" em Dan Sai. A cozinha tailandesa tornou-se famosa em todo o mundo com o seu uso entusiástico de ervas frescas e especiarias.

## Infraestrutura

### Transportes

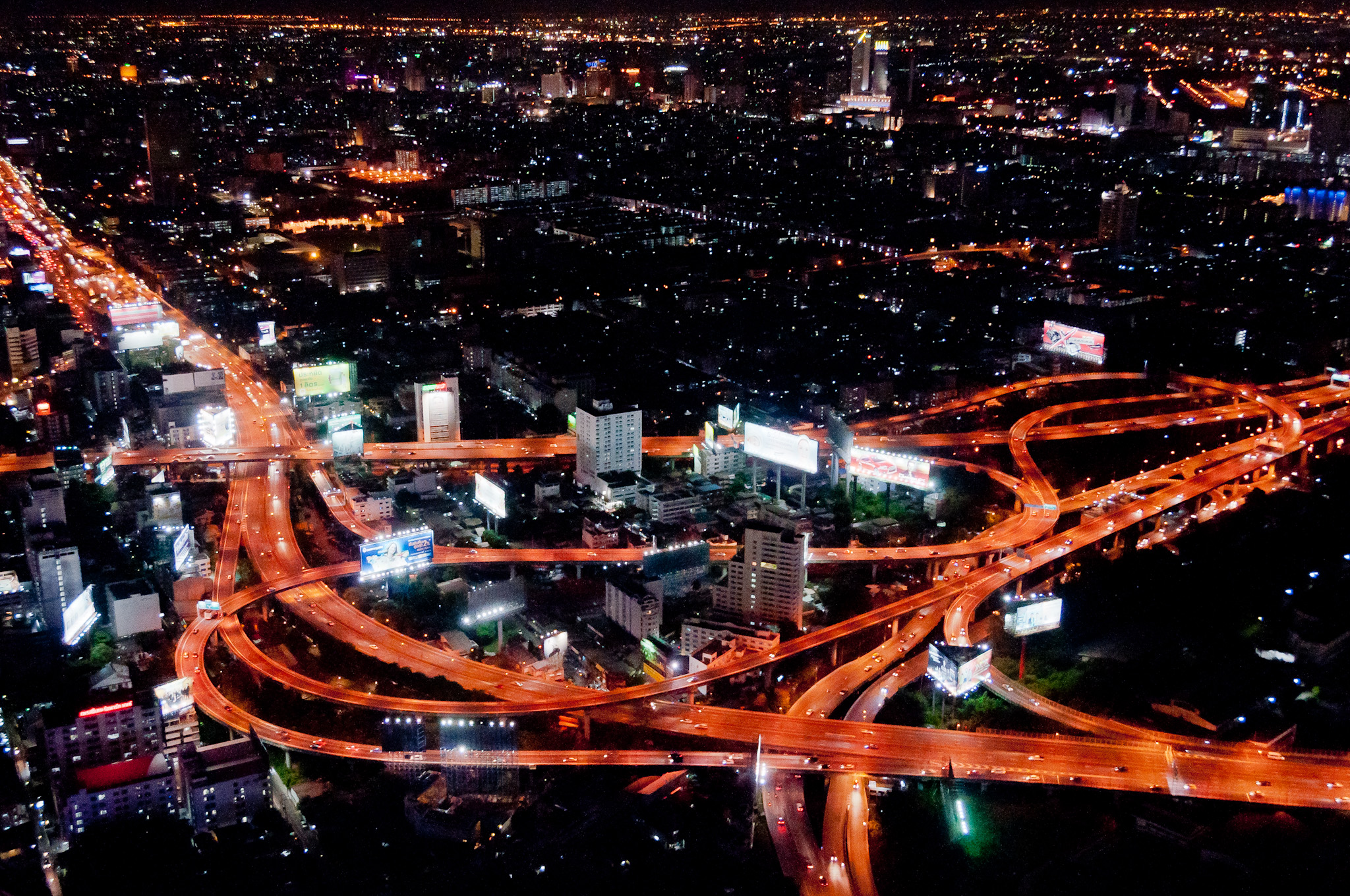
Cruzamento rodoviário em Banguecoque

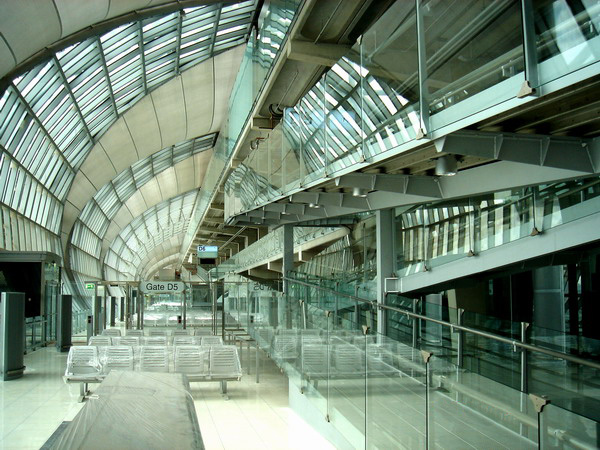
Aeroporto Internacional de Suvarnabhumi

A rede ferroviária da Tailândia é gerida e operada pela Estrada de Ferro do Estado da Tailândia (State Railway da Tailândia-SRT). Existem 4 070 quilômetros de vias férreas, sem incluir linhas de transporte de massa em Banguecoque, sendo que entre estas, 28,8 quilômetros são eletrificados. Todos os serviços ferroviários nacionais são geridos pela Estrada de Ferro do Estado da Tailândia. As quatro linhas principais são a Linha do Norte, que termina em Chiang Mai, a Linha do Nordeste, que termina em Ubon Ratchathani e na fronteira com o Laos na província de Nong Khai, a linha do Leste, que termina na fronteira com o Camboja em Sa Kaeo e a Linha do Sul, que termina na fronteira com a Malásia, na província de Narathiwat. A Estação Ferroviária de Banguecoque (estação Hua Lamphong) é o principal terminal de todas as rotas. Há ligações ferroviárias a países vizinhos como a Malásia e Laos. A ligação ferroviária com o Camboja está sendo reconstruída e a com Mianmar foi extinta.
O transporte rodoviário no país liga todas as partes da Tailândia, sendo o meio de transporte mais usado para longas distâncias. Com um total de 180 053 quilômetros, incluindo 450 quilômetros de vias expressas, é dividido em, ao menos, três sistemas: a malha rodoviária tailandesa, a rede de auto-estrada e o sistema de via expressa. A malha rodoviária inclui as estradas de quatro pistas, que possuem passarelas intercaladas de travessias de pedestres a cada 250 metros em áreas povoadas. Possui mais de 80 rotas, identificadas por números, mas que não seguem uma ordem numérica. Estas estradas são divididas em especiais, nacionais, rurais, locais e de concessão. A rede de autoestrada é considerada pequena, e está limitada à região da capital, Banguecoque. O sistema de via expressa se configura numa rede de autoestradas, que servem a Grande Banguecoque e províncias vizinhas. Diferentemente da malha rodoviária, as autoestradas são servidas por pedágios.
Na área de transporte aéreo, o país possui dez companhias aéreas nacionais e outras dezoito companhias que realizam voos comerciais para o país. O Aeroporto Internacional de Suvarnabhumi é o mais e mais movimentado do país, com um total de 52 808 013 de passageiros em 2015, fazendo deste o 20º maior do mundo em número de passageiros. O Aeroporto Internacional de Don Mueang também registra um número significativo de passageiros anualmente, com 30 304 183 em 2015. Onze aeroportos possuem movimentação de mais de um milhão de passageiros a cada ano. Há ainda, outros 101 aeroportos domésticos na Tailândia.
O país conta com 3 700 quilômetros de percurso hidroviário navegável, incluindo rios e canais. O canal Saen Saeb é o principal percurso de transporte hidroviário. Estima-se que mais de 360 000 pessoas utilizem o transporte hidroviário diariamente. O maior porto do país é o de Banguecoque, mas há outros portos principais que respondem por boa parte das exportações e importações, como o de Laem Chabang, Map Ta Phut, Prachuap Port e Si Racha.

### Saúde
A saúde e cuidados médicos são supervisionados pelo Ministério da Saúde Pública da Tailândia. Para supervisionar a política nacional de saúde e operar a maioria das unidades de saúde do governo, o ministério possui várias agências nacionais, como o Gabinete de Segurança Nacional de Saúde (NHSO), responsável por alocar financiamento através do programa de cobertura universal, o Instituto de Saúde e Sistema de Investigação (HSRI, em inglês), a Fundação de Promoção da Saúde Tailandesa ("ThaiHealth"), a Comissão de Serviço Nacional de Saúde (NHCO, em inglês), a Organização Farmacêutica do Governo e o Instituto de Emergência Médica da Tailândia (EMIT).

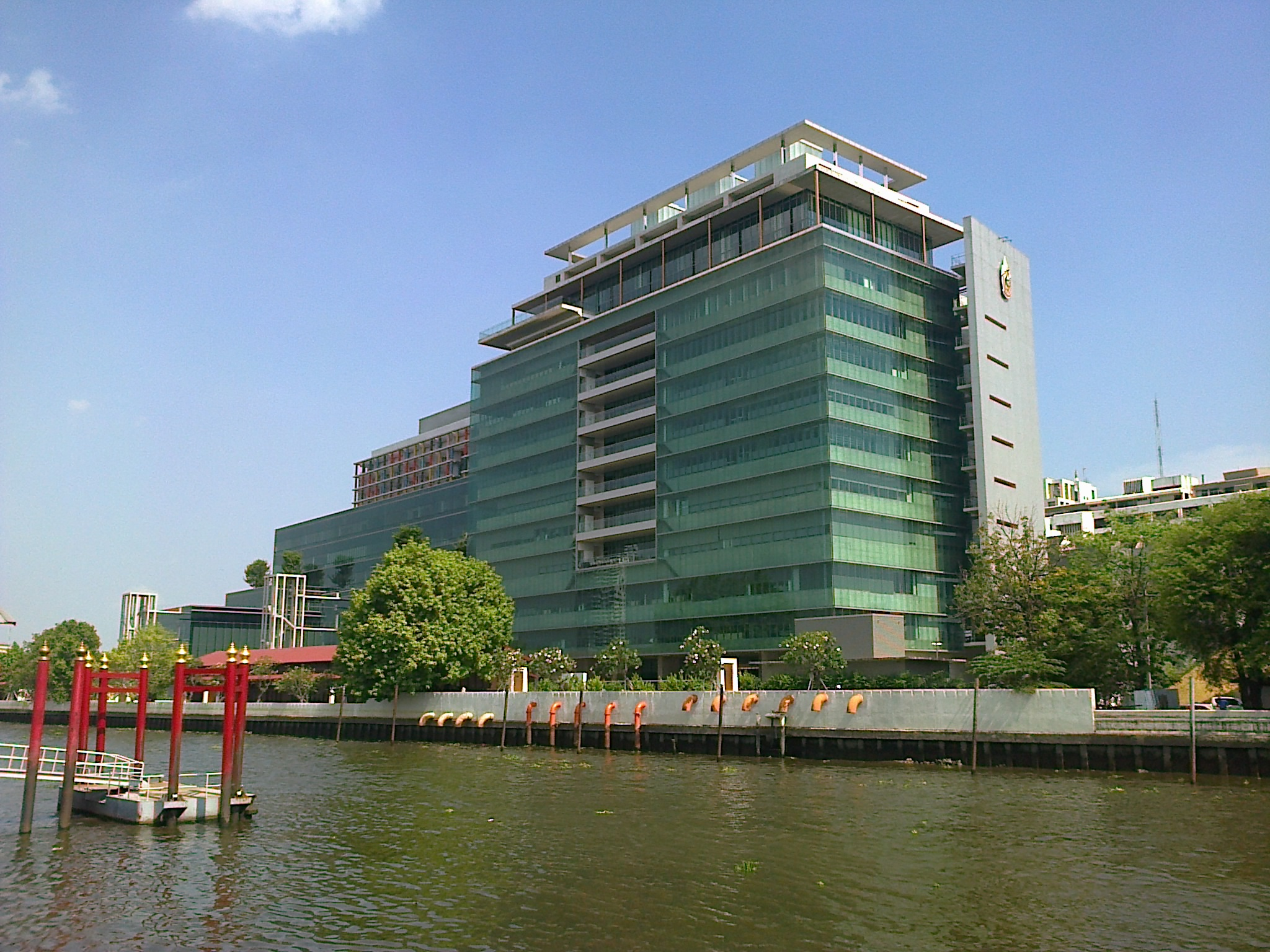
Hospital Siriraj em Banguecoque

Conforme dados de 2011, a esperança de vida na Tailândia era de 73,56 anos de vida ao nascer, enquanto a taxa de mortalidade infantil era de 11,3 por mil nascidos vivos durante os anos de 2005-2008. A primeira causa de morte para homens era o acidente vascular cerebral. Outras doenças com mais causas de morte entre os homens incluíam acidentes de viação, AIDS e doença de coração. A causa de morte mais comum entre as mulheres eram doenças cardíacas, AIDS, insuficiência renal crônica e pneumonia. A taxa de mortalidade é de 205 por 1 000 adultos, para aqueles com idade entre 15 e 59 anos. A Tailândia tem a maior incidência de câncer de ducto biliar no mundo.
Em 2012, as despesas com a saúde pública na Tailândia foram responsáveis por 3,9% do PIB, ou 14,2% do total de gastos do governo. A cobertura de saúde universal no país alcança mais de 99,5% de seu território, conforme indica o Banco Mundial.
A maioria dos estabelecimentos de saúde são operados pelo Ministério da Saúde Pública. Os estabelecimentos de saúde privados são regulados pela Divisão de Registro Médico. Outras unidades governamentais e organizações públicas também operam hospitais, incluindo os militares, universidades, governos locais e a Cruz Vermelha. Em 2010, existiam 1 002 hospitais públicos e 316 hospitais privados registrados. O Ministério da Saúde Pública classifica os hospitais da seguinte forma: Hospitais regionais, localizados em grandes centros urbanos, com capacidade acima de 500 leitos e abrangente especialistas médicos; hospitais gerais, situados em capitais de províncias ou grandes distritos e com capacidade entre 200 a 500 leitos; e hospitais comunitários, localizados no nível distrital e com capacidade entre 90 e 200 leitos.

### Educação

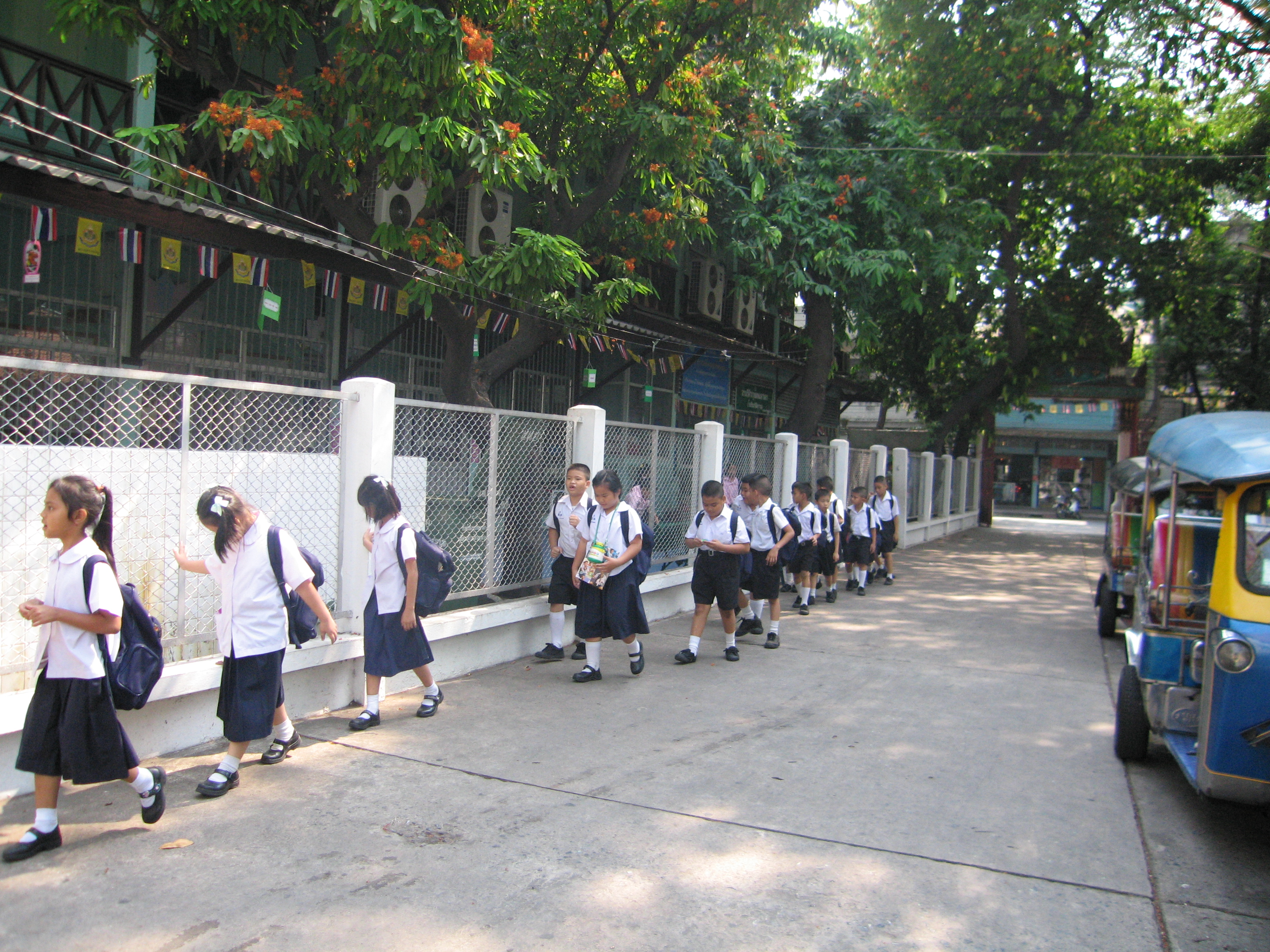
Estudantes de escola primária na Tailândia

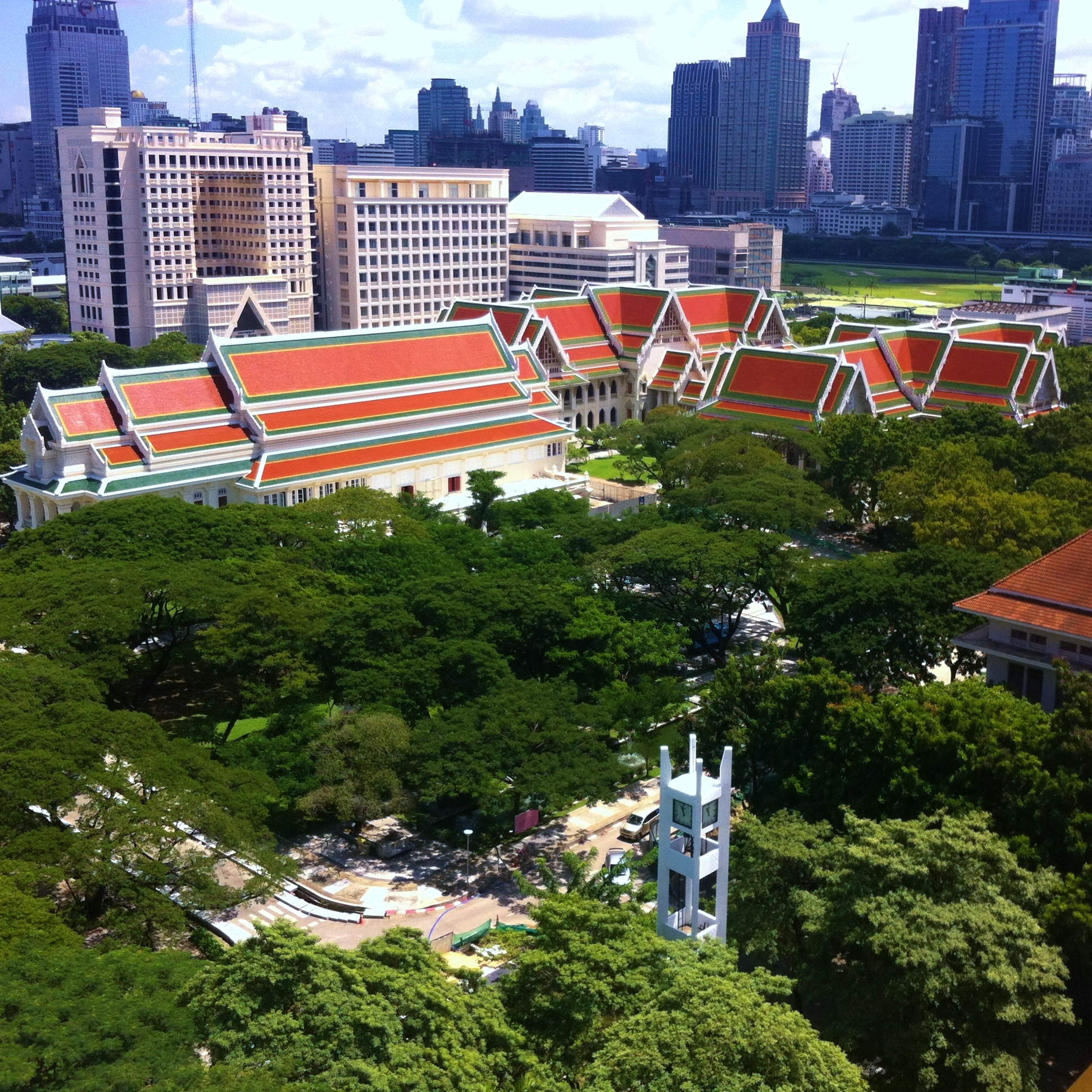
Universidade de Chulalongkorn, fundada em 1917, é a mais antiga universidade no país

A educação é obrigatória na Tailândia desde 1921, e é dirigida e regulamentada pelo Ministério da Educação do país, um dos órgãos de maior orçamento público. A lei exige que o governo conceda educação básica gratuitamente aos cidadãos dos 5 aos 17 anos de idade, sendo que até os 14 anos o ensino é obrigatório. Em 2012, foram registradas 16 376 906 pessoas em idade escolar no sistema, sendo que apenas 13 931 095 estavam regularmente matriculadas e frequentando o ensino escolar. Entre estes estudantes, 2 445 811 estavam frequentando o sistema de educação privado. Em 2015, o Banco Mundial realizou um estudo em que sugere que cerca de um terço dos estudantes tailandeses com até 15 anos de idade são analfabetos funcionais.
O sistema educacional tailandês é dividido em cinco níveis de ensino: jardim-de-infância (3-5 anos), ensino primário (6-11 anos), ensino secundário (15-17 anos), ensino superior (18 anos e acima) e pós-graduação. Complementam este sistema as escolas profissionais e técnicas. O setor educacional privado possui o mesmo sistema que o setor educacional público.
No que trata das instituições de nível superior no país, 3 delas estão entre as 100 melhores universidades da Ásia em 2014, de acordo com o Top Universities: Universidade Mahidol (40ª), Universidade de Chulalongkorn (48ª) e Universidade de Chiang Mai (92ª). A lista divulga, ainda, a classificação de outras universidades do país, como a Universidade Thammasat e a Universidade Príncipe de Songkla, na 134ª e 142ª posição, respectivamente. A taxa de alfabetização na Tailândia é de 96,7%, sendo a segunda maior no Sudeste Asiático (superado por Singapura) e uma das maiores no continente asiático.
Estudantes em áreas de minorias étnicas possuem consistentemente proficiências mais baixas em testes nacionais e internacionais padronizados. Isto ocorre, provavelmente, devido à distribuição desigual de recursos educacionais, fraca formação de professores, fatores socioeconômicos e menor capacidade de domínio do idioma tailandês, a língua nacional do país e única usada dos testes.
De acordo com uma pesquisa realizada pelo Thai Editores e Livreiros Association (PUBAT, em inglês), em parceria com a Faculdade de Economia e Centro de Investigação de Desenvolvimento Social e Negócios da Universidade Chulalongkorn, cerca de 88% dos tailandeses leem livros frequentemente, gastando em média 28 minutos por dia em suas leituras. Enquanto 88% dos entrevistados tailandeses disseram que leem livros, 12% disseram que não costumam ler, citando como razões a falta de tempo, a visão ruim ou a não apreciação pela leitura. A leitura subconjunto das médias populacionais é de 46 minutos por dia. Deste grupo, aqueles com idade inferior a 20 anos possuem a maior parte de tempo em leitura de livros, com 56 minutos por dia. Esse número diminui a medida que se chega à idade adulta, aumentando mais uma vez entre pessoas com idade acima de 61 anos. Em comparação, 71% dos tailandeses usam a internet quase todos os dias, gastando uma média de 92 minutos. Pessoas com menos de 20 anos de idade passam, em média 224 minutos por dia utilizando a internet, enquanto aqueles com mais de 61 anos passam em torno de dez minutos por dia.

### Ciência e tecnologia

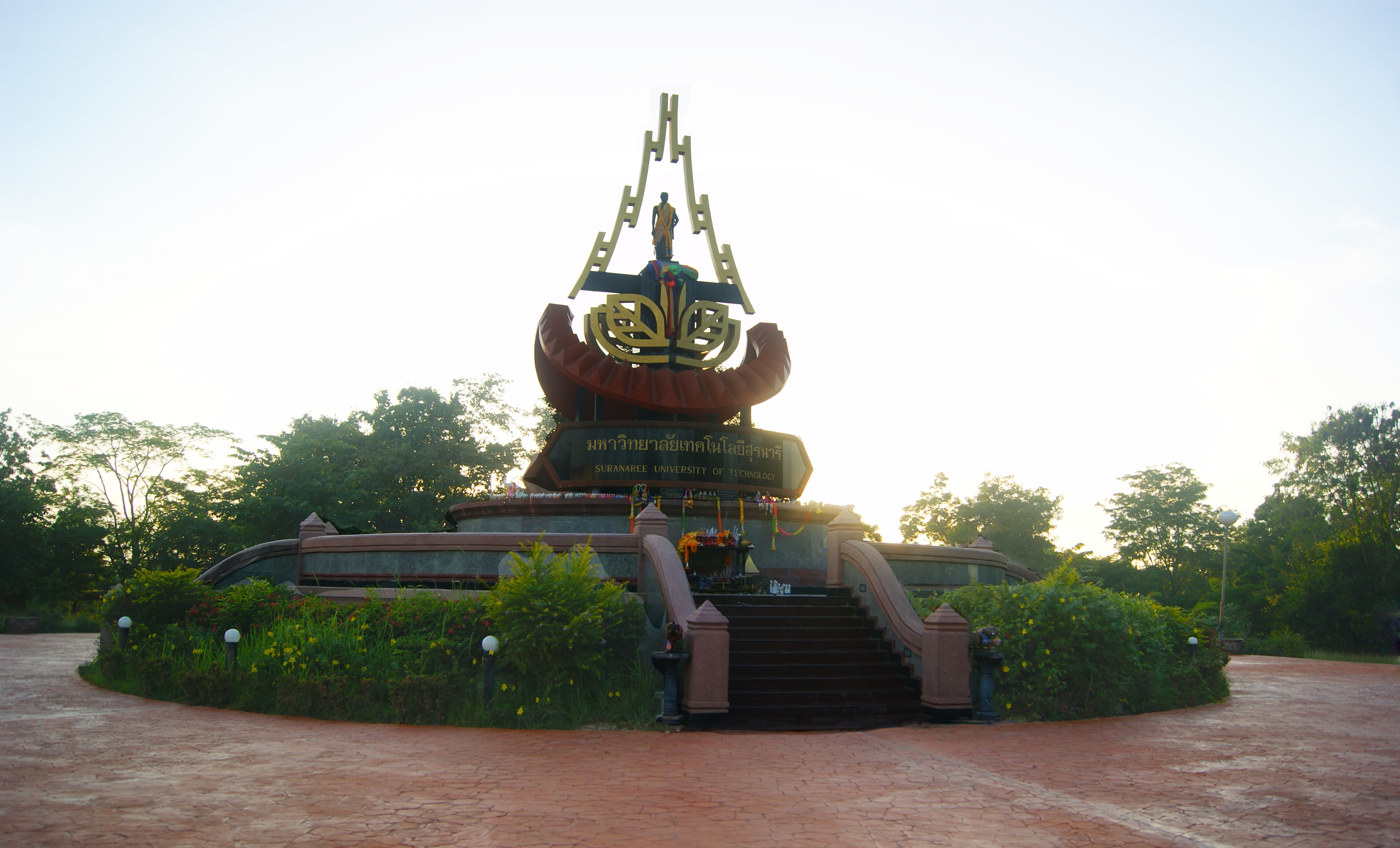
Universidade de Tecnologia Suranaree

A Agência Nacional de Desenvolvimento da Ciência e Tecnologia (NSTDA, em inglês) é responsável por apoiar a pesquisa e a ciência e tecnologia na Tailândia, estando ela submetida ao Ministério da Ciência e Tecnologia. O Instituto de Pesquisa de Luz Síncrotron (SLRI) é a principal organização de apoio à pesquisa científica na fonte de luz síncrotron, física, química e ciências da vida. A Universidade de Tecnologia Suranaree, em Nakhon Ratchasima, também desempenha um papel importante no estudo científico tecnológico.
Mongkut foi visto como o "Pai da Ciência na Tailândia", precisamente por ele ter calculado que haveria o Eclipse solar de 18 de agosto de 1868. Em 1982, o dia 18 de agosto foi definido como o Dia Nacional da Ciência.
Em Banguecoque, existem 23 000 pontos públicos gratuitos de Wi-Fi hotspots da Internet. A internet na Tailândia inclui 10 Gbit/s linhas de alta velocidade de fibra óptica que podem ser alugadas e ISPs, como KIRZ que fornecem serviços de Internet residenciais. A Internet é regulamentada pelo Ministério da Informação e da Comunicação, através da Autoridade das Comunicações da Tailândia. A Polícia Real Tailandesa é o órgão de governo responsável pelo comando das investigações dos crimes cibernéticos e virtuais. A ciência moderna tailandesa tem dedicado-se mais ao desenvolvimento de pesquisas na área da saúde, transporte, educação e comunicação, com estes setores experimentando um progresso rápido no país.

### Energia

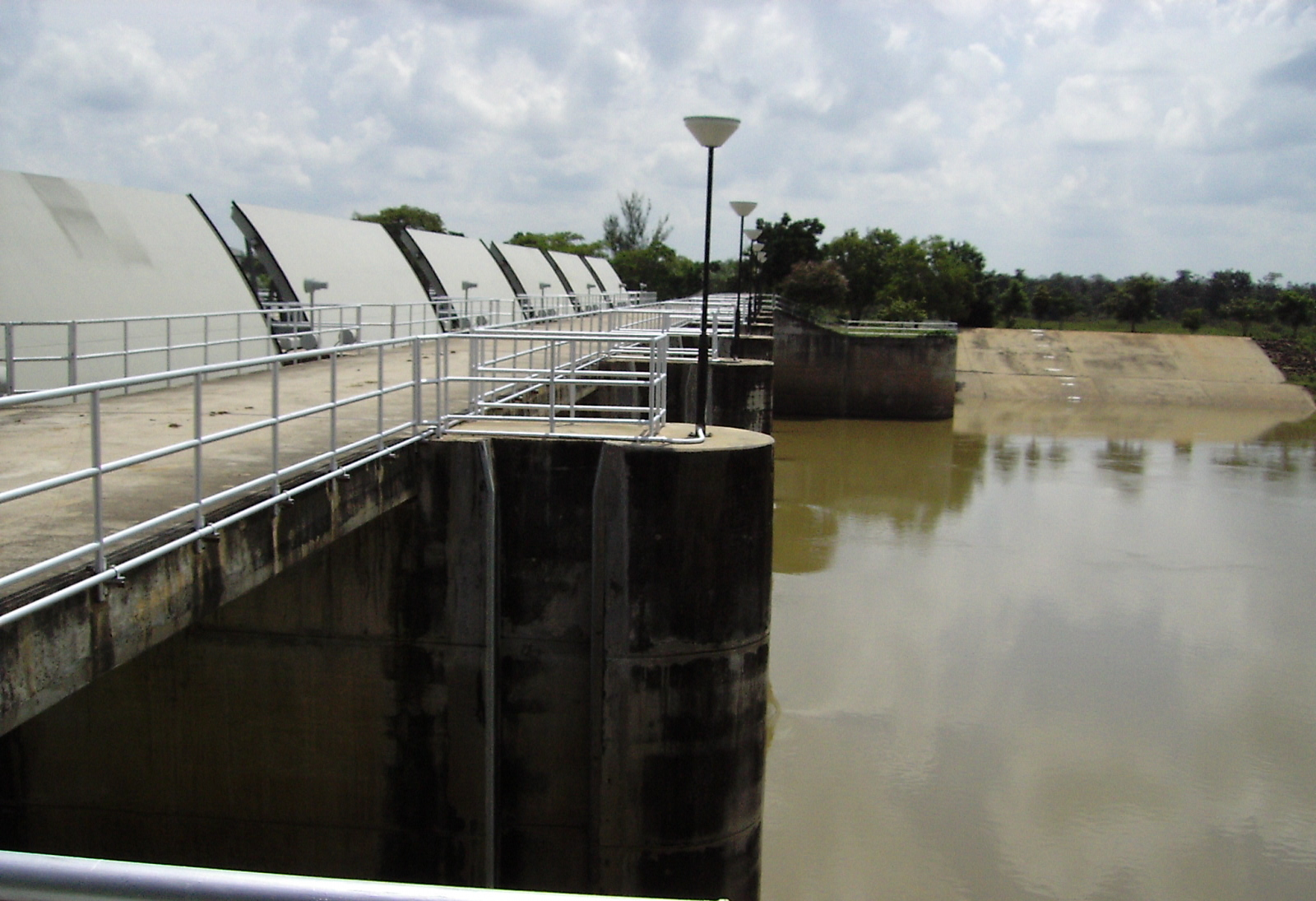
Barragem Rasi Salai, em Si Sa Ket

Não há usinas nucleares na Tailândia, embora o desenvolvimento de uma desta pode ocorrer a partir de 2026. Atualmente, 80% do total de energia consumida no país provém de gás natural. A Tailândia produz cerca de um terço do petróleo que consome, se consolidando no segundo maior importador de petróleo no sudeste da Ásia. O país é um grande produtor de gás natural, com reservas de pelo menos 10 trilhões de pés cúbicos, sendo também o maior produtor de carvão no sudeste asiático, depois da Indonésia.
Em 2011, a Tailândia detinha uma capacidade instalada de geração de energia de cerca de 32,4 GWh, quase que totalmente dependente do gás natural. Investimentos governamentais que objetivavam diminuir a dependência do gás natural apresentaram uma acentuada diminuição após o acidente nuclear de Fucuxima, no Japão. Sete países da ASEAN, incluindo a Tailândia, assinaram acordos de cooperação com a Rosatom, a agência de energia nuclear estatal russa. De acordo com o Ministério de Energia, o consumo de energia primária no país era de 75,2 Mtep (milhões de toneladas equivalentes de petróleo) em 2013, um aumento de 2,6% em relação ao ano anterior. A principal política adotada pelo país no ramo é o Plano de Desenvolvimento de Energia Tailandês para 2015-2036, no qual se pretende construir 20 estações adicionais movidos a gás elétrico (geradores de 17 728 MWe), nove estações de energia movida a carvão (7 390 MWe), e 14 206 MW de energia proveniente de fontes renováveis, incluindo a hídrica — uma grande parte das quais serão importadas do Laos ou Mianmar — com todas essas ações sendo geridas pela Autoridade Geradora de Eletricidade da Tailândia (EGAT).

## Cultura

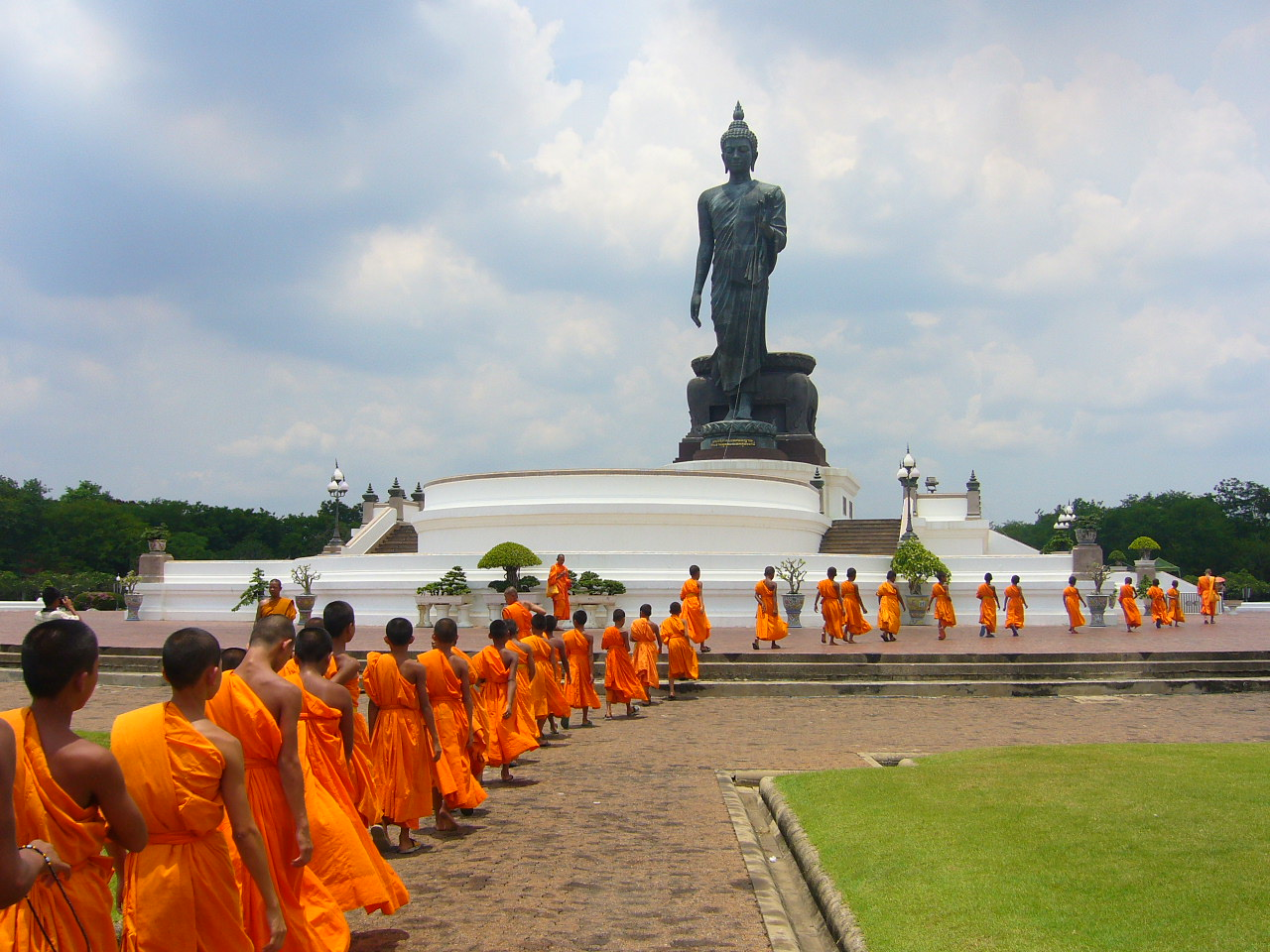
O budismo teravada é altamente popular no país

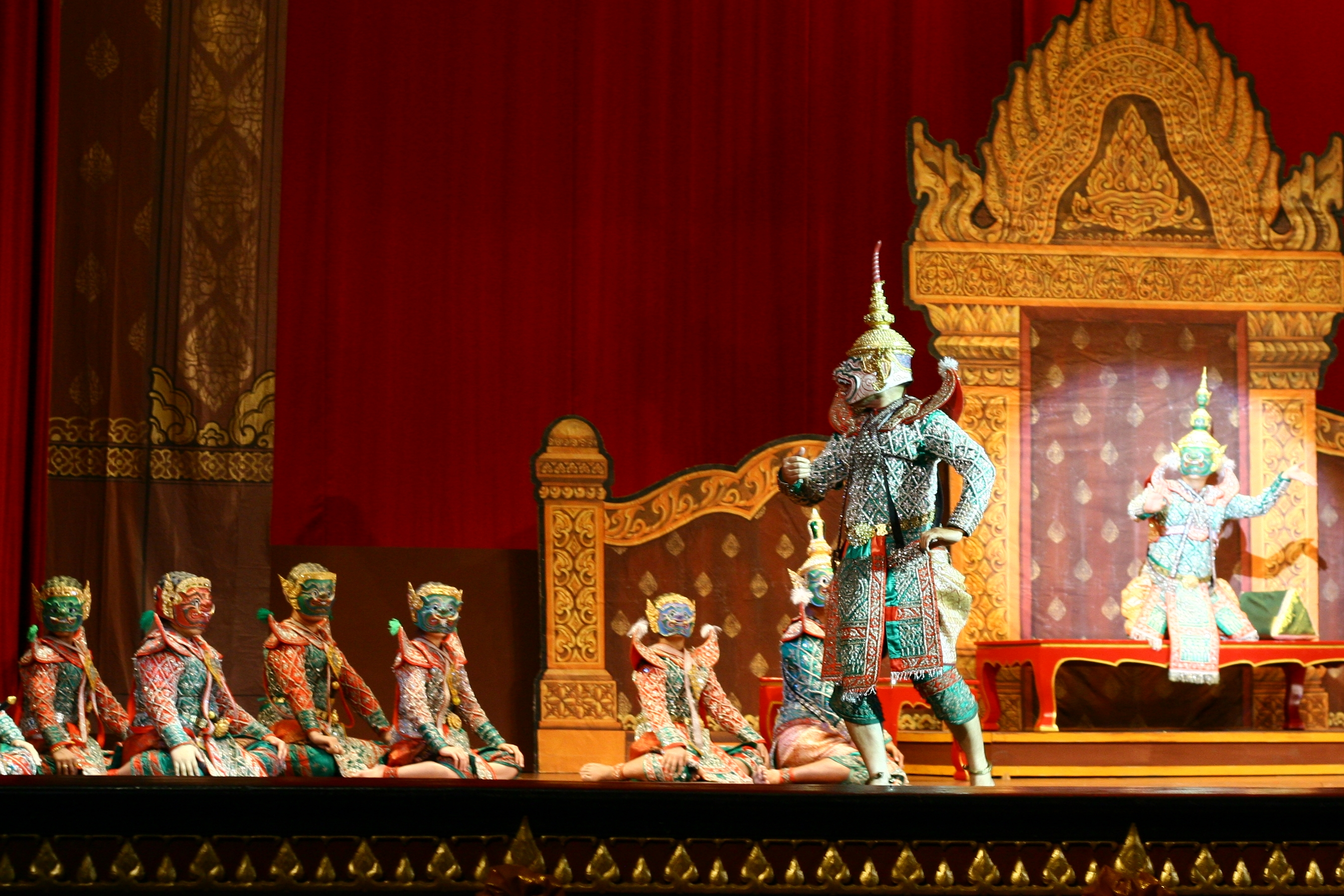
Dança dramática conhecida como Khon

A cultura tailandesa incorpora uma grande influência da Índia, China, Camboja e outras partes do Sudeste Asiático. Ela é influenciada principalmente pelo animismo e o Budismo. O Budismo Theravada salienta que a maioria das pessoas são incapazes de atingir o estado de iluminação perfeitamente feito. A acumulação de mérito dar-se-á através de práticas como rituais de oferta de alimentos aos monges e doações ao templo. Os ensinamentos religiosos servem como base de apoio para boa parte da visão cultural no país. Na Tailândia, o Budismo também possui a crença de que o rei é uma divindade hipotética, e que ele enfatiza o estilo sobre a vida dos cidadãos.
Vários grupos étnicos diferentes, muitos dos quais são marginalizados, compõem a cultura da Tailândia. Alguns desses grupos são encontrados em outros países vizinhos, como Mianmar, Laos, Camboja e Malásia, e têm mediado a mudança entre sua cultura tradicional local e as influências culturais globais. A diáspora chinesa também forma uma parte significativa da sociedade tailandesa, particularmente em torno de Banguecoque. Sua integração bem-sucedida na sociedade tailandesa tem permitido a este grupo ocupar posições de poder econômico e político. A ligação econômica histórica entre o mercado chinês e grupos tailandeses é o principal motivo de o país compartilhar laços culturais com a China.
Duas vezes por dia, às 08h00 e novamente às 18h00, o hino nacional é tocado por todos os meios de comunicação tailandeses. A população deve parar de executar o que se está fazendo e voltar sua atenção para prestar homenagem à bandeira durante o hino. Nas escolas, alunos ficam na frente da bandeira levantada e cantam o hino nacional às 08h00 todos os dias. O costume é praticado costumeiramente desde 1935, quando os regulamentos para o levantamento e abaixamento das cores da bandeira foram publicados na Royal Gazette. A Lei da bandeira, de 1979, decretou que aqueles que não respeitarem o costume de ficar em silêncio durante o hino estão sujeitos a uma multa e quase um ano de restrição de liberdade.
Os costumes tradicionais e o folclore dos povos tailandeses foram reunidos e descritos por Phya Anuman Rajadhon no século XX, numa época em que a modernidade mudou a face da Tailândia e um grande número de tradições desapareceram ou se tornaram adaptados à vida moderna. Ainda assim, o esforço no sentido de refinamento, enraizado na cultura antiga do país, que consiste em promover o que é refinado e evitar a grosseria é um foco importante da vida diária dos tailandeses e posta no alto de sua escala de valores. A família é tida como a pedra angular da sociedade tailandesa, aproximando-se muito da cultura ocidental no quesito. A família, no país, é uma hierarquia social e o principal segmento responsável por repassar os valores culturais a um cidadão. As crianças são ensinadas a respeitar seus pais e a sociedade espera que os membros da família cuidem dos idosos e doentes, com as casas de repouso e hospitais agindo como último recurso.
O vestuário tradicional tailandês é chamado chut thai', que significa literalmente "outfit thai". Ele pode ser usado por homens, mulheres e crianças. O chut thai para as mulheres geralmente consiste em uma blusa e um sabai. Para os homens, o chut thai inclui um kraben chong ou calça, um raj (camisa), meias brancas e um sabai. Em ocasiões formais, as pessoas podem optar por usar um traje chamado sampot. Um dos costumes tailandeses mais distintivos é o wai, usado em saudações, despedidas ou como um reconhecimento, que vem em muitas formas, refletindo o status relativo dos envolvidos. Geralmente a saudação envolve um gesto de oração, como com as mãos, derivado do Añjali Mudrā do subcontinente indiano, e pode também incluir um ligeiro arco da cabeça. Esta saudação é muitas vezes acompanhada por um sereno sorriso simbolizando uma disposição de boas-vindas e uma atitude agradável. A Tailândia é muitas vezes referida como a "terra dos sorrisos" em folhetos turísticos.

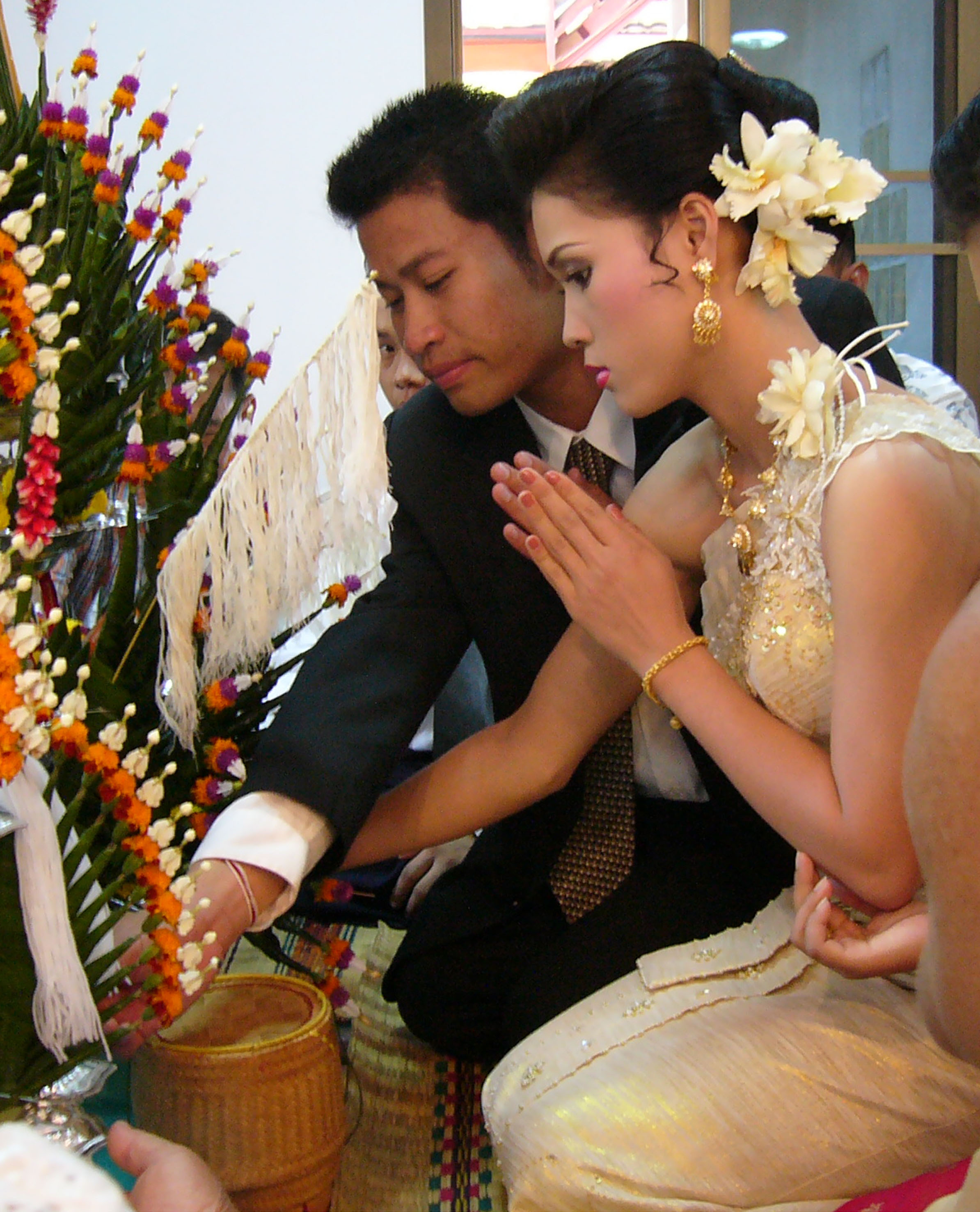
Cerimônia de casamento tradicional

Demonstrações públicas de afeto não são excessivamente comuns na sociedade tailandesa tradicional, especialmente entre os casais, mas são cada vez mais frequentes entre a geração mais jovem. Uma notável norma social sustenta que tocar alguém na cabeça pode ser considerado rude. É também considerado rude colocar os pés em um nível acima da cabeça de outra pessoa, especialmente se essa pessoa é de maior posição social. Isto acontece porque o povo tailandês considera os pés como a parte mais suja e humilde do corpo, e a cabeça a parte mais respeitada e mais alta do corpo. Isso também influencia a forma como os tailandeses sentam-se, de modo que colocam seus pés sempre apontando longe de outras pessoas, dobrados para o lado ou para trás. Apontar ou tocar alguma coisa com os pés também é considerado rude. Ao sentar-se em um templo, os tailandeses apontam os pés para longe de imagens do Buda.
Há, ainda, uma série de costumes tailandeses relativos ao estatuto especial de monges na sociedade. Monges tailandeses são proibidos de ter contato físico com mulheres, assim como espera-se que as mulheres deixem o caminho livre para a passagem de monges de modo que se assegure que o contato acidental não aconteça. Uma variedade de métodos são empregados para evitar o contato não acidental entre mulheres e monges. Mulheres que fazem oferendas colocam suas doações aos pés do monge, ou em um pano colocado no chão ou em uma mesa. Leigos e visitantes são orientados a sentar ou ficar com as cabeças em um nível inferior das de um monge. Dentro de um templo, os monges podem sentar-se em uma plataforma elevada durante as cerimônias para tornar isso mais fácil de se realizar.
Outra característica cultural do país pode ser vista nas expressões de uma pessoa durante uma conversa. A serenidade é bastante valorizada, mesmo em situações de conflito, e práticas repentinas de raiva são evitadas na cultura tailandesa. Divergências ou disputas devem ser tratadas cuidadosamente, com equilíbrio e ataraxia, e nenhuma tentativa deve ser feita para atribuir a culpa para o outro. Na vida cotidiana, na Tailândia, há uma forte ênfase no conceito de sanuk, que prega a ideia de que a vida deve ser divertida. Devido a isso, os tailandeses são, culturalmente, bastante lúdicos durante as atividades do dia-a-dia, exibindo emoções positivas nas interações sociais, que também é parte importante na cultura tailandesa.

### Culinária

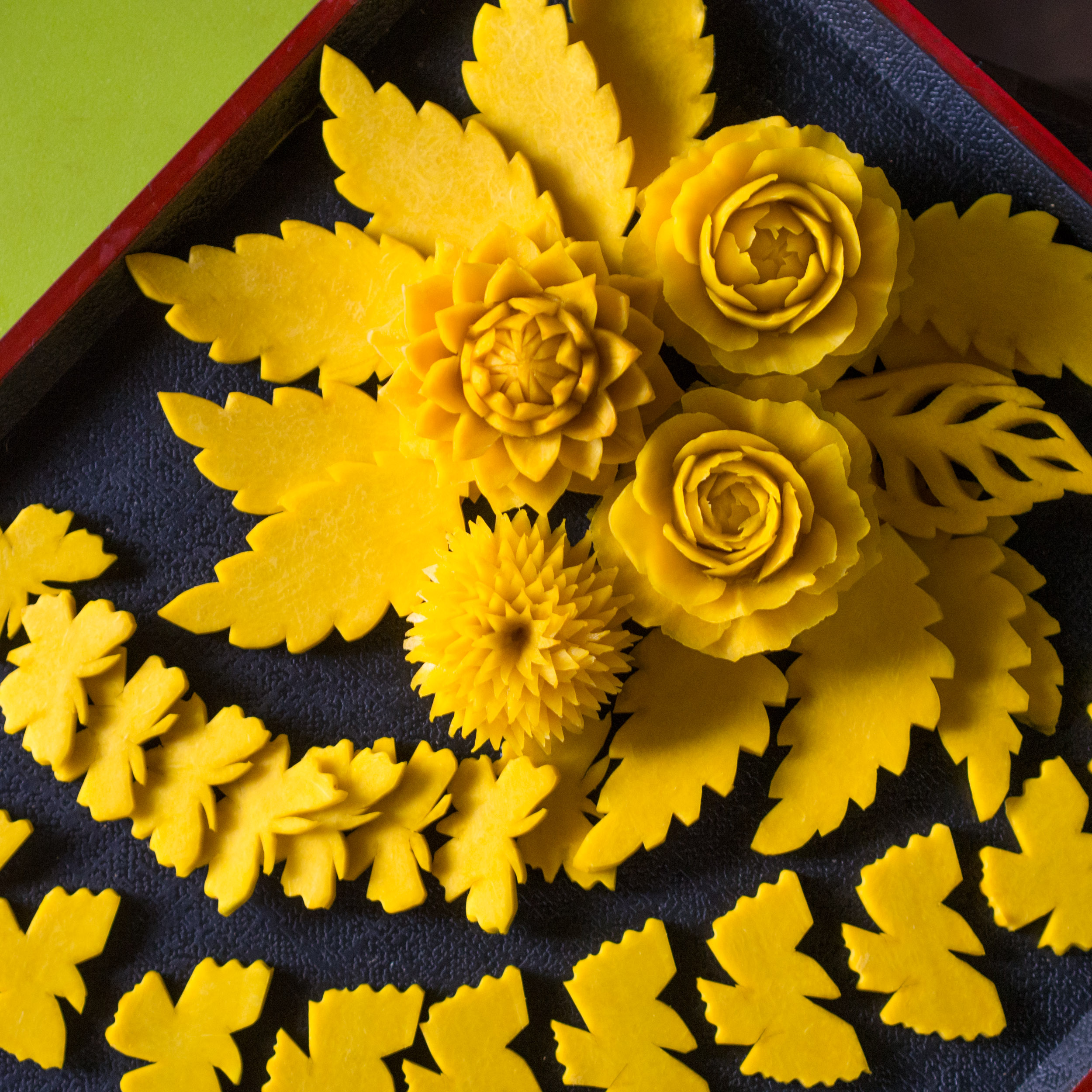
Acredita-se que a arte de esculpir vegetais tenha se originado no Reino de Sucotai há quase 700 anos atrás.

A culinária tailandesa é formada por diversos elementos peculiares, combinando sabores adocicados, picantes, azedos, salgados e amargos. Os ingredientes comumente usados na gastronomia do país são o alho, pimenta, suco de limão, molho de peixe (nam pla), dentre outras matérias-primas e alimentos. O arroz integral e o arroz polido está presente em boa parte dos pratos típicos, encontrado em diferentes formas como cozido, frito ou em sopa. As ervas medicinais são uma característica especial e um complemento nutricional, também bastante usado. O molho de peixe, em muitos pratos, é usado como substituto do sal. De acordo com estatísticas encontradas, os tailandeses consomem, em média, mais de 100 quilos de arroz pessoa anualmente. Mais de 5 000 variedades de arroz da Tailândia são preservadas no banco de genes de arroz do Instituto Internacional de Investigação do Arroz (IRRI), sediado nas Filipinas.
Em 2011, o CNNGo, pertencente à Cable News Network (CNN), classificou o curry massaman — alimento feito à base de frango, tofu, carne de vaca, carne de porco e pato — como o prato típico mais saboroso do mundo, em uma lista com 50 alimentos. Numa pesquisa aberta, promovida também pela CNN no mesmo ano, o público elegeu o Curry massaman como o décimo prato típico mais saboroso do mundo.
Há duas maneiras principais de se servir comida na Tailândia: O "Raad Kao", usado para pratos individuais, e o "Gap Kao", para pratos separados. O "Raad Kao" é uma maneira histórica de servir alimentos, uma vez que no passado, as famílias tailandesas eram bastantes numerosas. Devido à dificuldade de comer juntos, ao mesmo tempo, colocava-se a porção de arroz junto à mesa e todos alimentavam-se a partir do mesmo prato. O "Gap Kao" é chamado quando o arroz é servido em pratos separados, um estilo adequado para refeições com pessoas fora do núcleo familiar e compartilhado nos grandes centros urbanos. Cada um tem o seu próprio arroz, enquanto os pratos laterais são compartilhados, transferindo-os com as colheres compartilhadas para os pratos de arroz individuais.

### Cinema

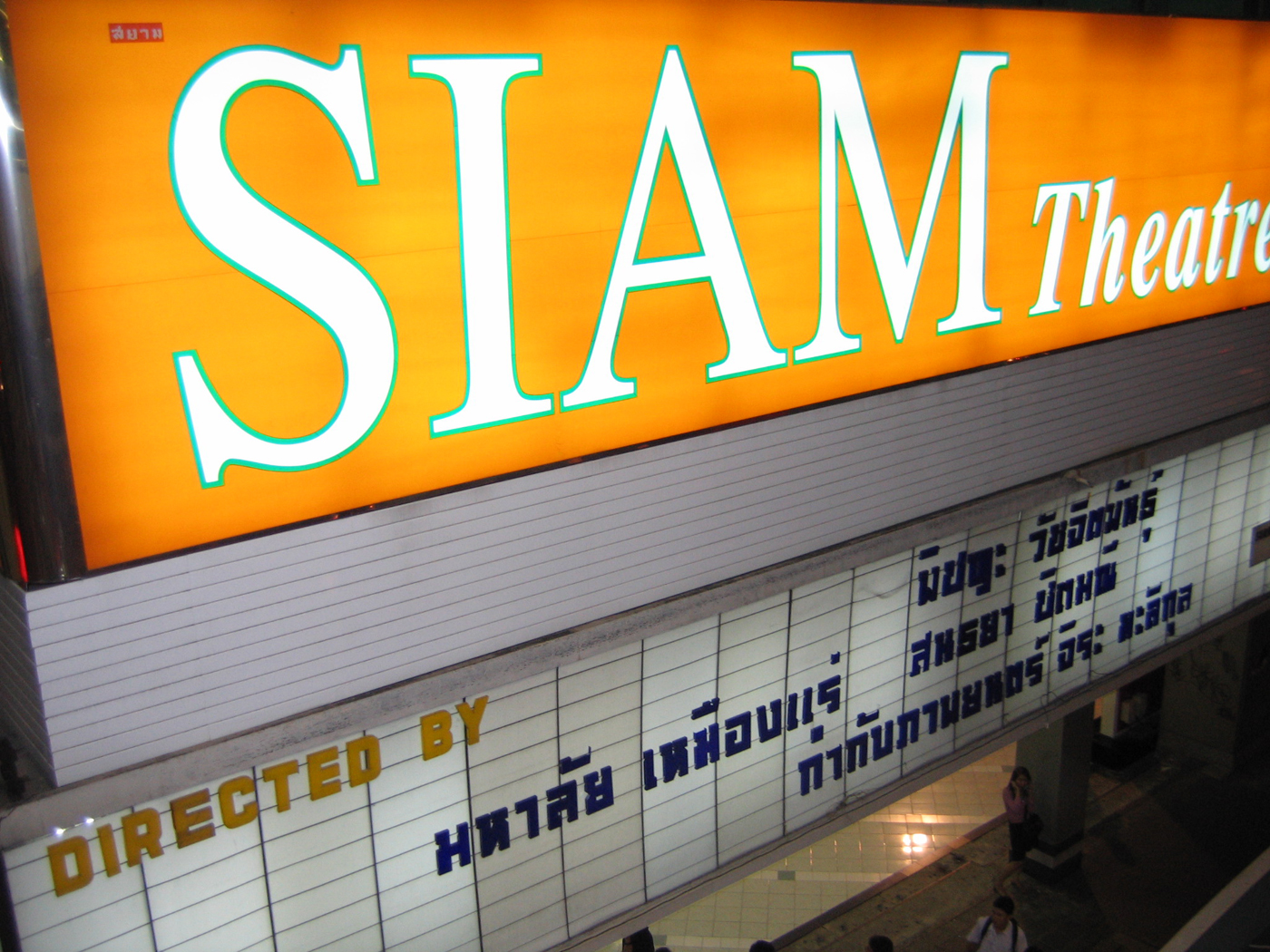
Cinema Siam, em Banguecoque, com o anúncio do filme Maha'lai muang rae

O cinema e a produção de filmes têm uma longa história na Tailândia. O primeiro filme tailandês filmado no país é Miss Suwanna de Sião, um romance de 1923 escrito e dirigido por Henry MacRae. O filme é uma produção de 35 minutos em preto-e-branco, com nenhum som emitido e o primeiro ambientado no país com o envolvimento de atores e atrizes tailandeses.
Durante o período pós-1947, a produção e veiculação de filmes na Tailândia aumentou. Filmagens de estúdio estavam entre as principais obras de cinema que eram produzidas. Quando o país entrou na Segunda Guerra Mundial, o país produzia, em média, 2 filmes por ano. Até o final da Segunda Guerra Mundial, a média de 2 filmes anuais foi diminuindo, com média de 16 minutos cada um destes, e o país entrou num estado de calamidade no setor. Muitos filmes têm demonstrado a Tailândia e o seu papel como um espelho político. Durante os anos 1973-1986, foram produzidos e veiculados vários filmes subsequentes, sendo que entre os anos 1988-1997, a indústria cinematográfica tailandesa passou a ter os adolescentes como alvos de suas produções. O gênero de filme adolescente, juntamente com filmes de suspense e pornografia, passaram a ter uma atenção e desenvolvimento maior no fim da década de 1990, quando um número cada vez maior de filmes e curta-metragens passou a ser produzido.
Atualmente, existem filmes que são voltados para o mercado mundial, como Tom yum goong, que ganhou bilheteria até nos Estados Unidos. Diversos filmes tailandeses foram aceitos em festivais de cinema nos últimos anos. Lung Boonmee raluek chat (em português: Tio Boonmee Que Pode Recordar Suas Vidas Passadas), de 2010, dirigido por Apichatpong Weerasethakul, ganhou a Palma de Ouro no Festival de Cannes, sendo o primeiro filme do Sudeste asiático a receber este prêmio. Pee Mak, lançado em 2013, foi o filme com maior arrecadação da Tailândia, com cerca de mil milhões de bates. A Tailândia realiza, desde 2003, o Bangkok International Film Festival.

### Música, dança e festivais
Historicamente, o setor musical na Tailândia sofreu uma significativa influência de países como China e Índia e culturas como a Mom-Quemer. Por muito tempo, a música expressou particularidades regionais e foi usada como meio de aprendizagem por sua característica oral.
| |  |  |
| Phi Ta Khon (esquerda) e Festival Vegetariano (direita). O primeiro é um grupo de festivais budistas de Loei, e o segundo é uma celebração em prol do vegetarianismo, de origem chinesa. |  |  |

A música popular da Tailândia pode ser dividida de acordo com suas respectivas regiões. No Nordeste, o folk evoluiu ao longo de milhares de anos, com materiais oriundos da floresta usados para reproduzir sons da natureza, como o barulho das cachoeiras, vento ou chuvas, a maioria dos quais sons curtos. Numa fase posterior, utilizando materiais como folhas sopradas de grama de bambu natural, fez-se soar uma vibração maior, com artigos de couro servindo de ferramenta para a criação de instrumentos com sons melódicos e altos, como o gamelan e o tambor. O kantrum foi uma espécie de dança surgida nesta parte do país, combinando elementos quemeres com música popular, além de performances e rituais, que serviam como principal atração em eventos sociais, especialmente funerais. A música folk do Isan é muito diferente das demais regiões. No sul, especula-se que os primeiros instrumentos musicais foram fabricados a partir de materiais também advindos da natureza, tais como sementes de frutos. Bambus eram cortados em vários tamanhos, alguns longos e alguns curtos, onde se colocava a boca diretamente neste ou coberto com folhas de plantas. Em seguida, houve o desenvolvimento de outros instrumentos, como o trompete, bateria e pandeiros, com a influência do Império Malaio. O desenvolvimento da bateria, no entanto, foi influenciado pela Índia. itas nacionalidades. Até que a fusão é única, diferente de outros sectores, nomeadamente a ênfase no ritmo e ênfase rítmica e agitação no empurrador. O tambor é tido como o principal instrumento de música na história desta região do país.
Festivais de música na Tailândia são diversificados, e existem algumas áreas onde festas tradicionais são influenciadas por outros países. O Natal e o Ano Novo são comemorados no reino, embora não façam parte, historicamente, da cultura dos tailandeses. O Songkran (Ano-novo tailandês), Ano-novo chinês, Phi Ta Khon, Loy Krathong, Festival Bun Bang Fai, Festival da Flor de Chiang Mai, Festival Vegetariano e o Festival de Jazz de Hua Hin são alguns dos principais eventos culturais na Tailândia.

### Esportes
O muay thai (em tailandês: มวยไทย) também conhecido como arte marcial tailandesa, é o esporte nacional da Tailândia. Consiste em uma arte marcial criada há mais de mil anos, e é considerada uma das mais poderosas lutas do mundo, pela explosão de golpe e de agilidade e pelo uso combinado de punhos, cotovelos, joelhos, canelas e pés, estando associada a uma boa preparação física que a torna uma luta de contato total bastante eficiente. Hoje em dia o muay thai ter-se-á convertido num símbolo nacional do reino da Tailândia, sendo o desporto mais praticado no país. Em Banguecoque estão sediadas a Federação Internacional de Muay Thai Amador (IFMA) e o Conselho Mundial de Muay Thai (WMC). O Sepak takraw (em tailandês: ตะกร้อ) é outro esporte nativo do reino, em que os jogadores batem uma bola de rattan e só estão autorizados a usar os pés, joelhos, peito e cabeça para tocar a bola. Semelhante ao voleibol, os jogadores devem dar voleio na bola sobre uma rede e forçá-la a bater no chão do lado do adversário. Ele também é um esporte popular em outros países do Sudeste Asiático. Um jogo bastante semelhante, mas jogado apenas com os pés e a bola buka.

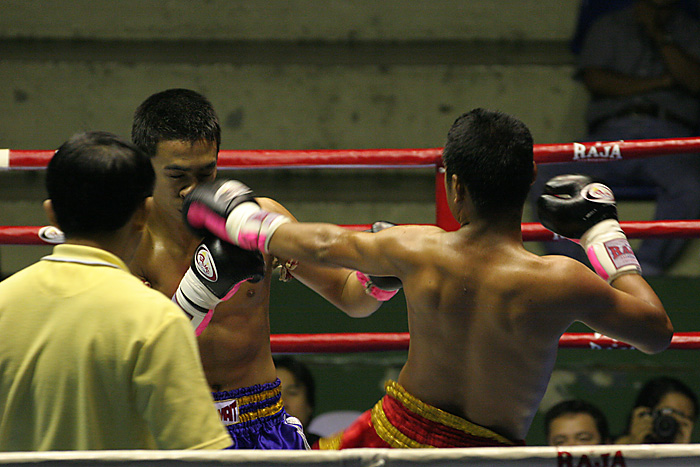
O Muay thai é o esporte nacional do país

O reino tem sido chamado de "o centro do golfe na Ásia", pois é um destino popular para os praticantes do golfe. O país atrai um grande número de jogadores de golfe do Japão, Coreia, Singapura, África do Sul e também de países ocidentais. A crescente popularidade do golfe, especialmente entre as classes médias e os expatriados, é evidente pelos mais de 200 campos de golfe de classe mundial existentes em todo o país, com alguns deles sediando eventos desportivos como os torneios de PGA e LPGA, no Amata Spring Country Club, Alpine Golf and Sports Club, Thai Country Club, e Black Mountain Golf Club.
A Seleção Tailandesa de Futebol, que representa a Tailândia nas competições de futebol da Federação Internacional de Futebol (FIFA), nunca participou de uma edição de Copa do Mundo, por não obter classificação para a mesma. Seu melhor resultado foi o terceiro lugar, na sua primeira participação, em 1972. Seus títulos são todos em escala regional: foram três no Campeonato da ASEAN e nove nos Jogos do Sudeste Asiático.
Outros esportes são praticados no país, embora em menor número. O basquetebol está em crescimento, especialmente no nível clube desportivo profissional. Os Chang Thailand Slammers venceram a Liga de Basquetebol da ASEAN em 2011. A seleção nacional de basquetebol da Tailândia teve seu ano mais bem sucedido nos Jogos Asiáticos de 1966, onde ganhou a medalha de prata. O snooker também tem desfrutado de uma crescente popularidade na Tailândia nos últimos anos, com o interesse no jogo sendo estimulado pelo sucesso do jogador de sinuca tailandês James Wattana na década de 1990. Outros jogadores de snooker notáveis produzidos pelo país incluem Ratchayothin Yotharuck, Noppon Saengkham e Dechawat Poomjaeng. O rugby também se destaca, com a equipe nacional da união do rugby tailandês subindo para a 61ª classificação mundial e o país tornando-se o primeiro no mundo a sediar um torneio internacional de rugby em 2005.
Há alguns espaços desportivos no país. O Thammasat é um estádio multiuso em Banguecoque, usado principalmente para jogos de futebol e com uma capacidade total para 25 000 pessoas. Está localizado no campus da Universidade Rangsit Thammasat e foi construído para os Jogos Asiáticos de 1998, pela empresa de construção Christiani Nielsen, a mesma empresa que construiu o Monumento da Democracia em Banguecoque. O Estádio Nacional Rajamangala é a maior arena esportiva na Tailândia. Atualmente, tem uma capacidade total para 65 000 pessoas e está localizado no distrito de Bang Kapi, em Banguecoque. O estádio foi construído em 1998, também para os Jogos Asiáticos de 1998 e é o estádio-sede da Seleção Tailandesa de Futebol.

### Feriados
Os feriados na Tailândia são regulados pelo governo e a maioria são observados tanto pelo setor público quanto pelo privado. Oficialmente existem 16 feriados em um ano, além de algumas datas que não são oficiais mas recebem ampla repercussão e comemoração. O Banco da Tailândia regula os feriados, que diferem um pouco daqueles observados pelo governo. Outras observâncias, tanto oficiais e não oficiais, locais e internacionais, são observadas em diferentes graus em todo o país.
Entre os feriados importantes na cultura tailandesa, estão o Ano Novo tailandês, ou Songkran, que é oficialmente comemorado entre os dias 13 a 15 de abril de cada ano. O Loy Krathong é realizado na lua cheia do calendário lunar tailandês, geralmente no início de novembro. Embora não seja um feriado observado pelo governo, não deixa de ser um dia auspicioso na cultura tailandesa, em que o povo tailandês oferece uma pequena jangada tradicionalmente feita a partir de folhas de bananeira elaborada dobradas contendo flores, velas, incensos e pequenas ofertas. O ato de flutuar para longe da jangada de vela é um símbolo de abandonar todo o rancor, raiva e impurezas para que se possa recomeçar a vida em uma situação melhor. O Dia Nacional do elefante é um feriado na Tailândia, comemorado em 13 de março, que celebra a importância cultural e histórica do elefante no país.
As datas consideradas feriados oficiais no reino são as seguintes:
| Data                                      | Nome                     | Observação |
| ----------------------------------------- | ------------------------ | --- |
| 1 de janeiro                              | Confraternização Mundial | Início do calendário anual |
| Lua cheia, 3º mês lunar Tai (fevereiro)   | Magha Puja               | Observância budista comemorativa de Buda. |
| 6 de abril                                | Chacri                   | Comemora o estabelecimento da dinastia Chacri e a fundação de Banguecoque pelo Rei Phutthayotfa Chulalok em 1782. |
| 13-15 de abril                            | Songkran                 | Ano novo tradicional tailandês e o principal feriado do ano. Muitas pessoas voltam para casa para reuniões de família durante este período. O primeiro dia é conhecido como วัน มหาสงกรานต์ (Wan Maha Songkran), o segundo como วันเนา (Wan Nao), e o terceiro como วันเถลิงศก (Wan Thaloeng Sok). O 14º também é observado como Dia da Família. |
| 1 de maio                                 | Dia do Trabalho          | Coincide com o Dia Internacional dos Trabalhadores. Observado como um feriado pela maior parte do setor privado. |
| 5 de maio                                 | Dia da Coroação          | Comemora a coroação do rei Bhumibol Adulyadej. |
| Lua cheia, 6º mês lunar Tai (maio)        | Vesak                    | Comemora o nascimento, iluminação e morte do Buda. Também observado como Dia Nacional da Árvore. As vendas de bebidas alcoólicas são proibidas. |
| Lua cheia, 8º mês lunar Tai (julho)       | Asalha Puja              | Comemora o primeiro discurso de Buda, o Dhammacakkappavattana Sutta. As vendas de bebidas alcoólicas são proibidas. |
| Primeira semana, 8º mês lunar Tai (julho) | Vassa                    | Marcando o início da Vassa, também conhecido como Quaresma budista. As vendas de bebidas alcoólicas são proibidas. |
| 12 de agosto                              | Aniversário da Rainha    | Comemora o aniversário da rainha Sirikit, também observado como Dia Nacional das Mães. |
| Dia de lua cheia do 11º mês lunar         | Wan Ok Phansa            | Assinala o fim do período de Quaresma budista, num momento em que muitos budistas tailandeses se abstém de comer carne, beber álcool e tabagismo. As vendas de bebidas alcoólicas são proibidas. |
| 23 de outubro                             | Chulalongkorn            | Comemora a passagem do rei Chulalongkorn em 1910. |
| 5 de dezembro                             | Aniversário do Rei       | Comemora o aniversário do rei Bhumibol Adulyadej. Também observado como Dia Nacional dos Pais. As vendas de bebidas alcoólicas são proibidas. |
| 10 de dezembro                            | Dia da Constituição      | Comemora a promulgação da primeira constituição permanente em 1932. |
| 31 de dezembro                            | Véspera de Ano-Novo      | Último dia do ano no calendário gregoriano. |